# Aire-sur-la-Lys
Pour les articles homonymes, voir Aire.
Vous lisez un « bon article » labellisé en 2009.
Aire-sur-la-Lys est une commune française située dans le département du Pas-de-Calais en région Hauts-de-France. Ses habitants sont appelés les Airois.
La commune fait partie de la communauté d'agglomération du Pays de Saint-Omer qui regroupe 53 communes et compte 104 937 habitants en 2021.
Commune fortifiée faisant successivement partie du comté de Flandre, du comté d'Artois, intégrée avec cette dernière dans les Pays-Bas bourguignons puis espagnols, Aire-sur-la-Lys est définitivement rattachée à la France par le traité d'Utrecht (1713). S'ensuit une longue période de stagnation tant économique que démographique qui contraste au XIXe siècle et au début du XXe siècle avec le dynamisme du bassin minier voisin. Aire-sur-la-Lys peut néanmoins bénéficier de sa situation privilégiée au cœur de la région Nord-Pas-de-Calais et surtout de son patrimoine architectural riche de 23 monuments historiques.

## Géographie

### Localisation
Aire-sur-la-Lys est située à l'extrémité occidentale de la plaine de la Lys, une section particulièrement large et fertile de la vallée du même nom. Elle est de ce fait au contact de trois régions naturelles majeures du nord de la France, la Flandre romane à l'est, le Westhoek (ou Flandre maritime) au nord et les collines de l'Artois au sud et à l'ouest. À une échelle plus locale, elle est au contact du pays de Weppes à l'est, du Houtland au nord et de l'Audomarois à l'ouest.
Aire-sur-la-Lys est située à 198 km au nord de Paris à vol d'oiseau. Les principaux centres urbains du Nord-Pas-de-Calais — Arras (chef-lieu du département), Lille, Dunkerque, Calais et Boulogne-sur-Mer — sont tous situés à une distance comprise entre 50 et 60 km, ce qui donne à Aire-sur-la-Lys une position centrale dans sa région.
Le territoire de la commune est limitrophe de ceux de onze communes, dont deux, Boëseghem et Thiennes, situées dans le département voisin du Nord. La limite entre les deux départements n'est située qu'à trois kilomètres au nord-est du centre-ville d'Aire-sur-la-Lys.
Les communes limitrophes sont Isbergues, Lambres, Mametz, Saint-Augustin, Roquetoire, Saint-Venant, Witternesse, Wittes, Boëseghem, Thiennes et Blessy.

### Géologie et relief

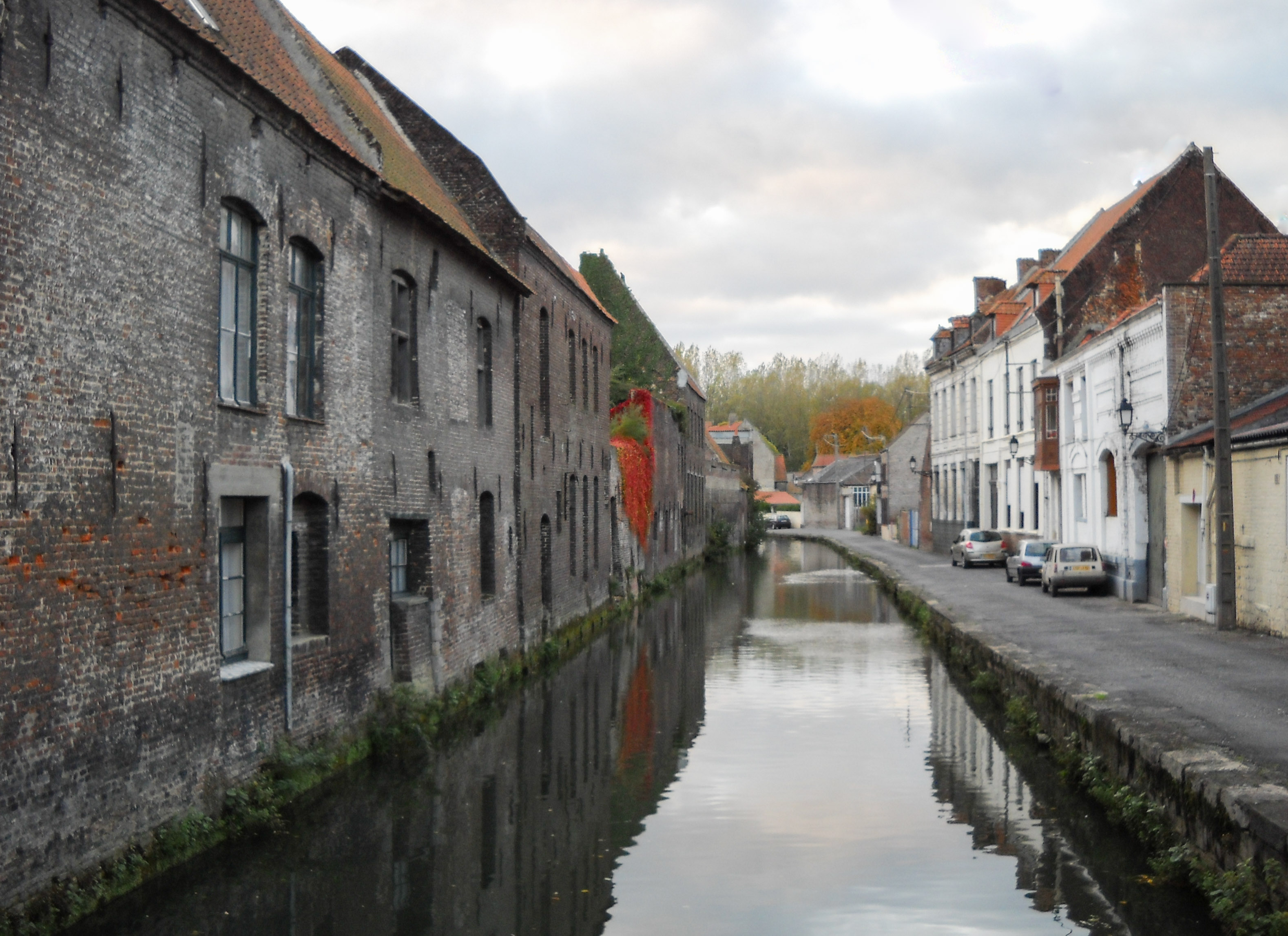
Les façades de certaines habitations donnent directement sur la Lys, comme ici à l'ouest de la rue de Saint-Omer, dans la rue du Moulin.

La superficie de la commune est de 33,38 km2 ; son altitude varie de 16  à   48 mètres.
Aire-sur-la-Lys est localisée à l'extrémité occidentale de la plaine de la Lys, c'est-à-dire à l'endroit où la Lys quitte les collines de l'Artois pour déboucher dans la plaine de Flandre. La présence au sud et à l'ouest de la ville du relief artésien — où la plupart des vallées sont orientées sud-ouest – nord-est — et de la forêt de Nieppe à l'est fait de la ville un lieu de passage naturel pour les communications nord-ouest – sud-est, favorisé par la relative platitude de l'espace communal dont l'altitude ne dépasse jamais 48 mètres. De plus, la Lys devient navigable à partir d'Aire — tout en demeurant aisément franchissable.

### Hydrographie
Le territoire de la commune est situé dans le bassin Artois-Picardie.
La ville d'Aire-sur-la-Lys est située au confluent de la Lys — une des principales rivières du Nord-Pas-de-Calais, qui se jette dans l'Escaut à Gand — et de la Laquette. Néanmoins, plusieurs autres ruisseaux viennent se jeter dans la Lys à proximité de la ville, notamment le Mardyck, l’Oduel, le Bruveau et la Liauwette. Ces nombreux cours d'eau ont bénéficié tant à la plaine agricole qui entoure la ville qu'à cette dernière qui y a puisé son eau de consommation. La relation qui unit la ville à ses cours d'eau a toujours été très forte, comme l'attestent les façades de certains bâtiments donnant directement sur l'eau et l'importance du port d'Aire jusqu'au XVIIIe siècle. Si la ville s'est opposée à la création en 1779 du canal de Neufossé, qui la « court-circuitait » pour les trajets entre la Flandre et le port de Gravelines, l'extension d'Aire en direction de ce canal et l'incorporation de ce dernier à la liaison Dunkerque — Escaut redonnent à la ville sa place sur le réseau fluvial du Nord-Pas-de-Calais.
Si les crues de la Lys ont pu être utiles à la ville — Vauban avait fait de l'inondation des terres alentour un moyen de protéger la place forte — elles sont aujourd'hui davantage vues comme un risque naturel majeur. La ville a été touchée une douzaine de fois par des inondations entre 1988 et 2006. Ces inondations sont généralement liées à des précipitations ininterrompues sur l'Artois pendant quelques jours et surviennent principalement en hiver. Le plan de prévention du risque inondation du bassin aval de la vallée de la Lys a néanmoins été annulé le 17 septembre 2009 par un arrêt de la cour administrative d'appel de Douai à la suite du recours d'un propriétaire foncier du Nord.

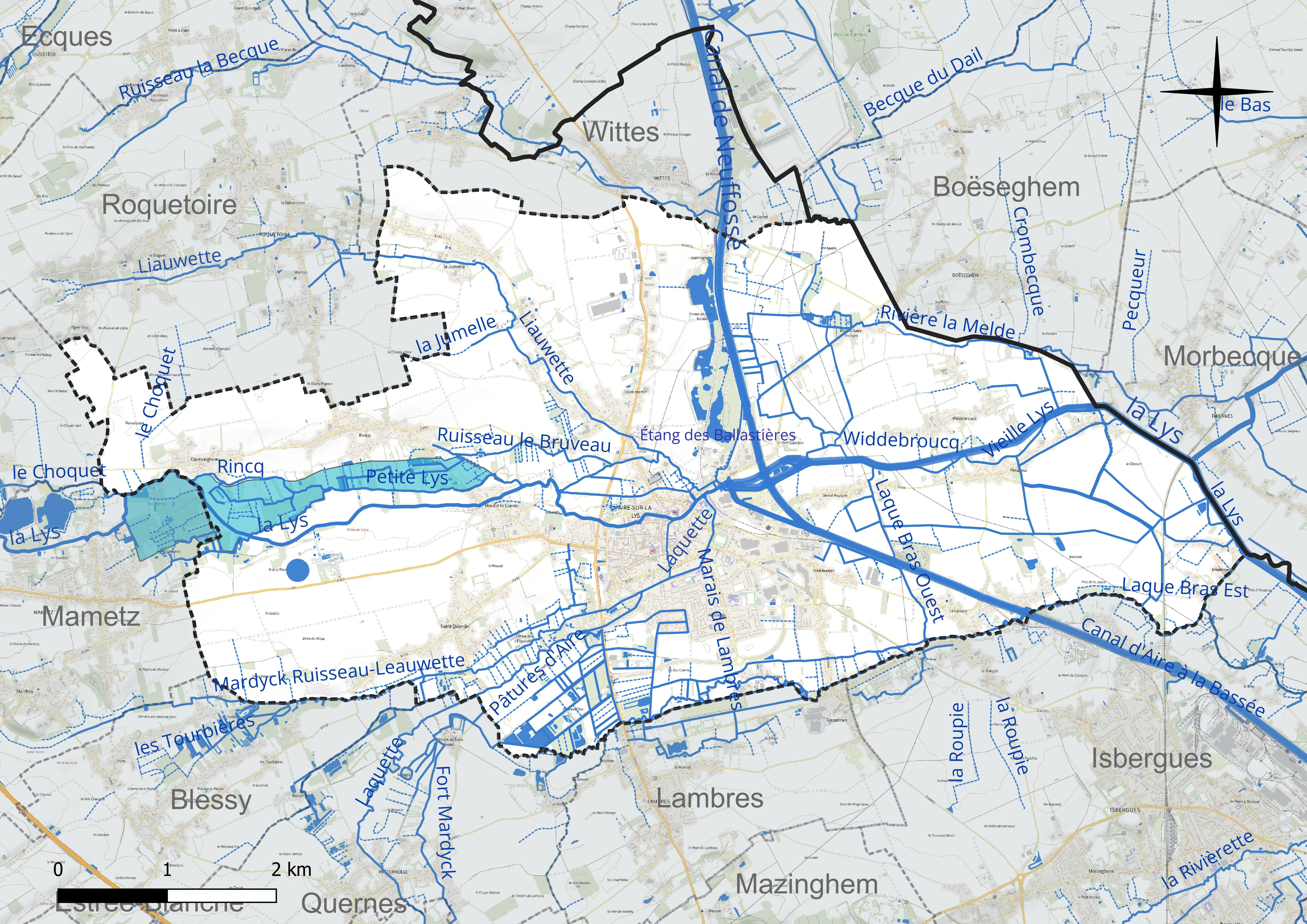
Réseau hydrographique d'Aire-sur-la-Lys.

### Climat
Pour des articles plus généraux, voir Climat des Hauts-de-France et Climat du Pas-de-Calais.
En 2010, le climat de la commune est de type climat océanique altéré, selon une étude du CNRS s'appuyant sur une série de données couvrant la période 1971-2000. En 2020, Météo-France publie une typologie des climats de la France métropolitaine dans laquelle la commune est exposée à un climat océanique et est dans la région climatique Côtes de la Manche orientale, caractérisée par un faible ensoleillement (1 550 h/an) ; forte humidité de l’air (plus de 20 h/jour avec humidité relative > 80 % en hiver), vents forts fréquents.
Pour la période 1971-2000, la température annuelle moyenne est de 10,5 °C, avec une amplitude thermique annuelle de 14,1 °C. Le cumul annuel moyen de précipitations est de 753 mm, avec 12,8 jours de précipitations en janvier et 8,8 jours en juillet. Pour la période 1991-2020, la température moyenne annuelle observée sur la station météorologique la plus proche, située sur la commune de Lillers à 10 km à vol d'oiseau, est de 11,1 °C et le cumul annuel moyen de précipitations est de 731,5 mm,. Pour l'avenir, les paramètres climatiques de la commune estimés pour 2050 selon différents scénarios d'émission de gaz à effet de serre sont consultables sur un site dédié publié par Météo-France en novembre 2022.

### Milieux naturels et biodiversité

#### Zones naturelles d'intérêt écologique, faunistique et floristique
L’inventaire des zones naturelles d'intérêt écologique, faunistique et floristique (ZNIEFF) a pour objectif de réaliser une couverture des zones les plus intéressantes sur le plan écologique, essentiellement dans la perspective d’améliorer la connaissance du patrimoine naturel national et de fournir aux différents décideurs un outil d’aide à la prise en compte de l’environnement dans l’aménagement du territoire.
Le territoire communal comprend une ZNIEFF de type 1 : les anciennes ballastières d'Aire-sur-la-Lys. Cette ZNIEFF, d'une superficie de 56 hectares et située au nord de la commune, est composée d'étangs issus de l'extraction de graves.
et une ZNIEFF de type 2 : la moyenne vallée de la Lys entre Thérouanne et Aire-sur-la-Lys. Cette ZNIEFF est un ensemble intégrant un système alluvial du fond de la vallée et quelques bois, bosquets et landes.

Carte des ZNIEFF de type 1 et 2 sur la commune
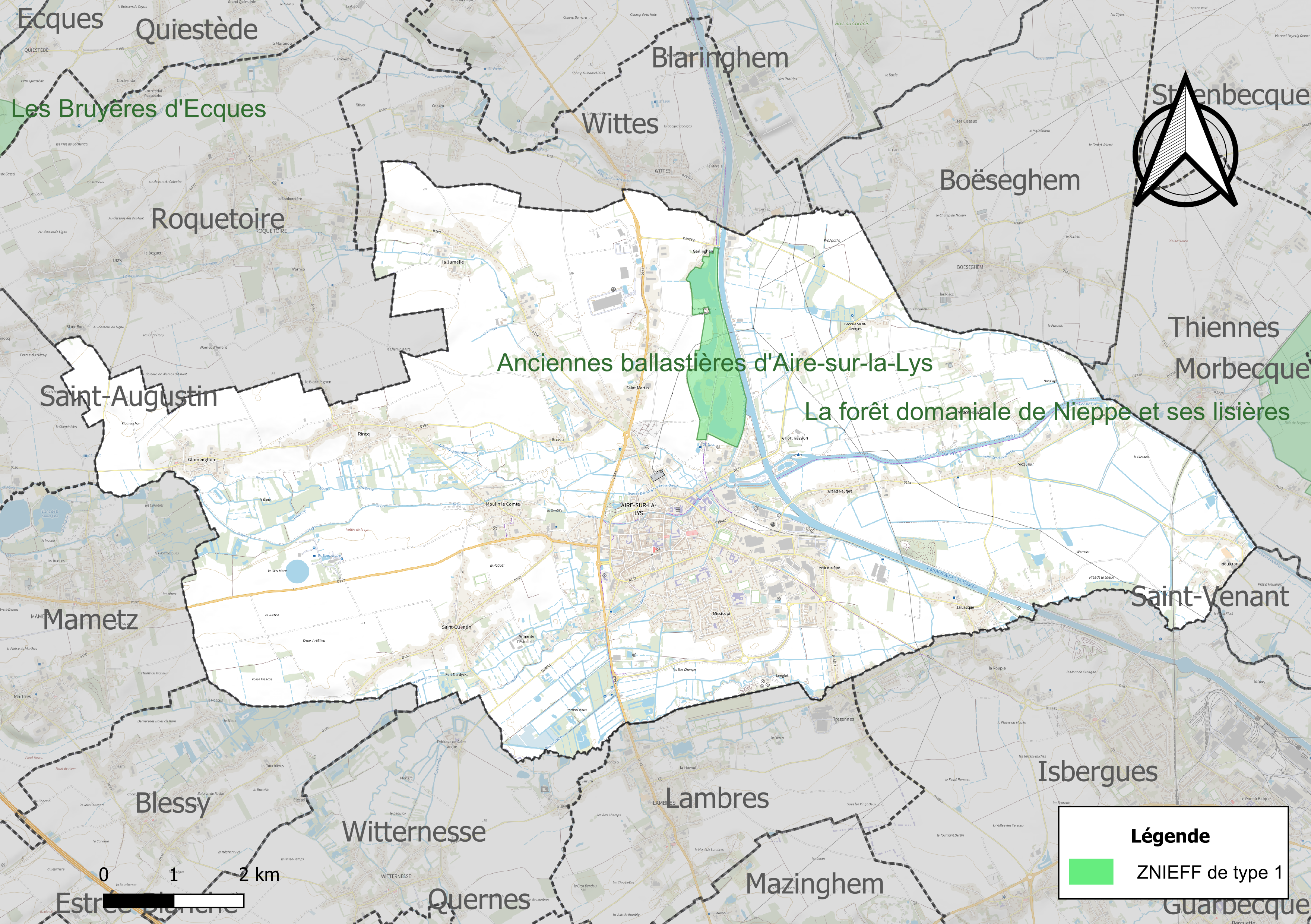
Carte de la ZNIEFF de type 1 sur la commune.
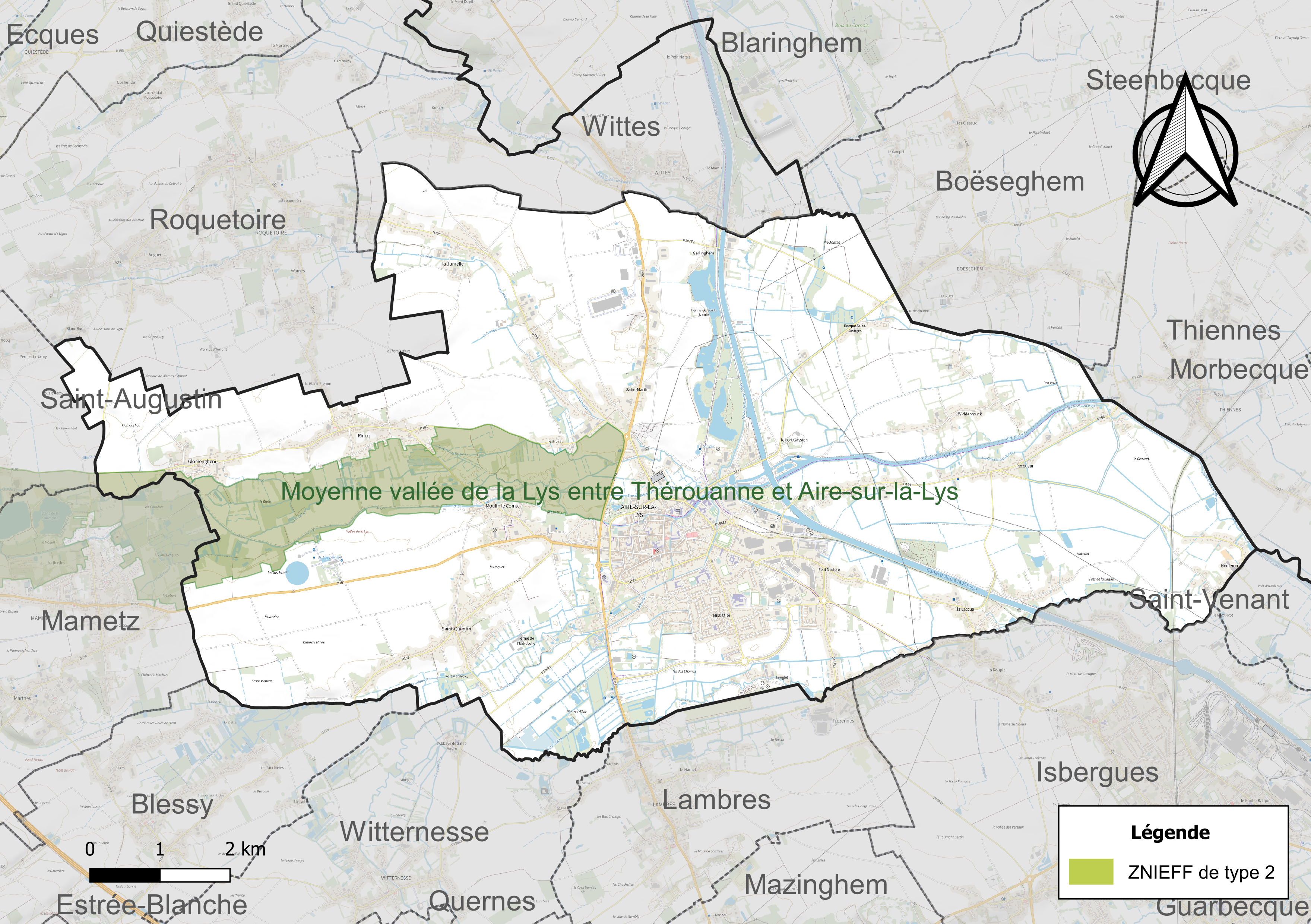
Carte de la ZNIEFF de type 2 sur la commune.

#### Site géologique
Le territoire de la commune se situe sur le site géologique artésianisme dans la région de Lillers. Le site se compose d'une ancienne cressonnière reconvertie pour l’élevage  d'écrevisses, d'une ancienne cressonnière dont l'activité s'est complétement arrêtée et d'une ancienne cressonnière réhabilitée pour la culture « bio » du cresson.

## Urbanisme

### Typologie
Au 1er janvier 2024, Aire-sur-la-Lys est catégorisée petite ville, selon la nouvelle grille communale de densité à sept niveaux définie par l'Insee en 2022.
Elle appartient à l'unité urbaine de Béthune, une agglomération inter-départementale regroupant 94  communes, dont elle est une commune de la banlieue,,. Par ailleurs la commune fait partie de l'aire d'attraction d'Aire-sur-la-Lys, dont elle est la commune-centre,. Cette aire, qui regroupe 15 communes, est catégorisée dans les aires de moins de 50 000 habitants,.

### Occupation des sols
L'occupation des sols de la commune, telle qu'elle ressort de la base de données européenne d’occupation biophysique des sols Corine Land Cover (CLC), est marquée par l'importance des territoires agricoles (84,3 % en 2018), en diminution par rapport à 1990 (87,7 %). La répartition détaillée en 2018 est la suivante : 
terres arables (58,7 %), prairies (22,4 %), zones urbanisées (10,3 %), zones industrielles ou commerciales et réseaux de communication (4,1 %), zones agricoles hétérogènes (3,2 %), eaux continentales (0,9 %), forêts (0,4 %). L'évolution de l’occupation des sols de la commune et de ses infrastructures peut être observée sur les différentes représentations cartographiques du territoire : la carte de Cassini (XVIIIe siècle), la carte d'état-major (1820-1866) et les cartes ou photos aériennes de l'IGN pour la période actuelle (1950 à aujourd'hui).

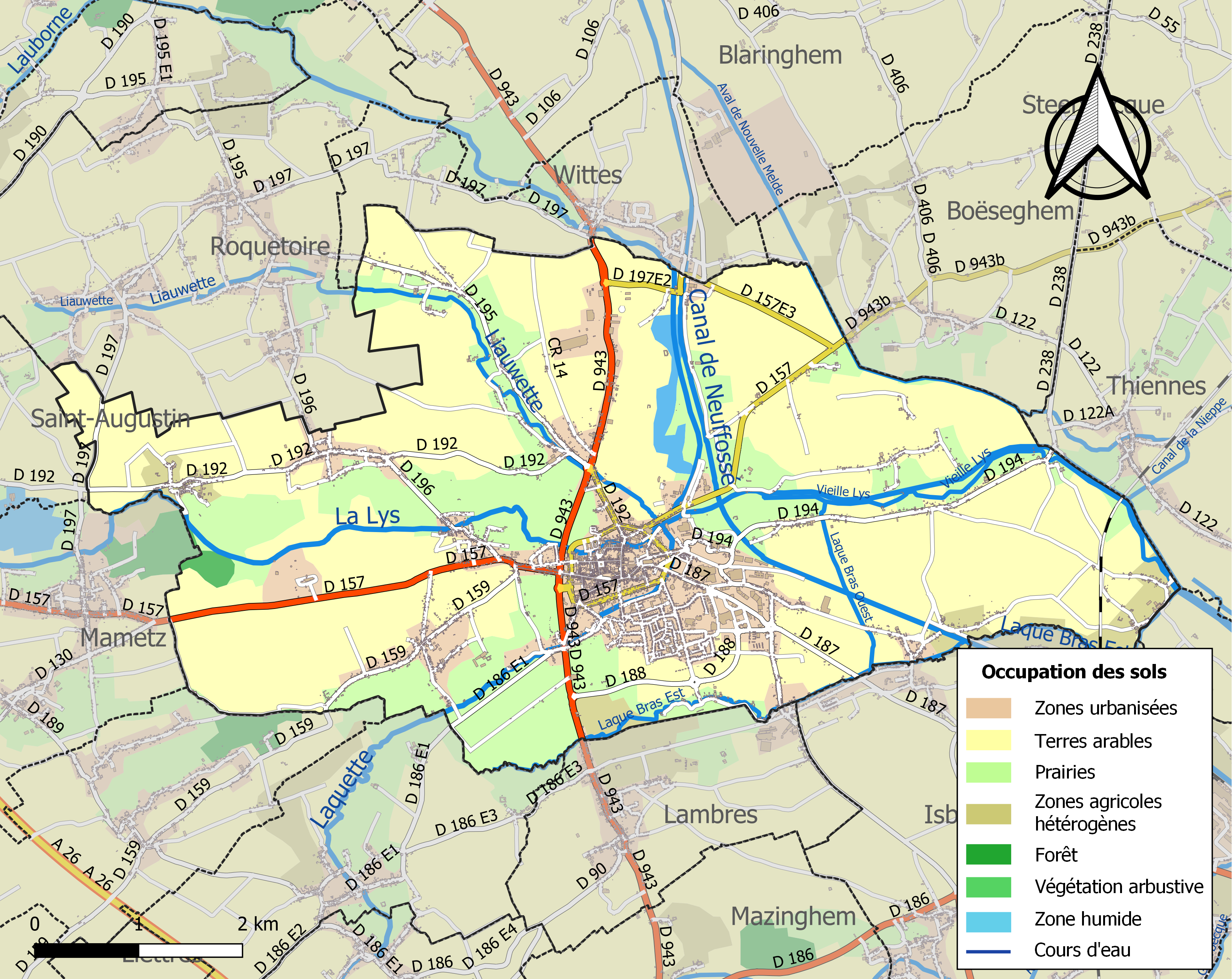
Carte des infrastructures et de l'occupation des sols de la commune en 2018 (CLC).

### Morphologie urbaine
La ville d'Aire-sur-la-Lys a longtemps été caractérisée par son enfermement dans des fortifications étroites, qui empêchaient la ville de s'étendre davantage. Une partie de la population était ainsi installée dans les hameaux situés au-delà de la zone non ædificandi, et donc coupée de la ville-centre. Néanmoins, cette situation a complètement changé au cours du XXe siècle. À la suite du démantèlement des fortifications à la fin du XIXe siècle, la ville s'est considérablement desserrée, principalement vers l'est et le sud. Les deux tiers des habitants actuels d'Aire-sur-la-Lys vivent ainsi en dehors des anciennes fortifications.

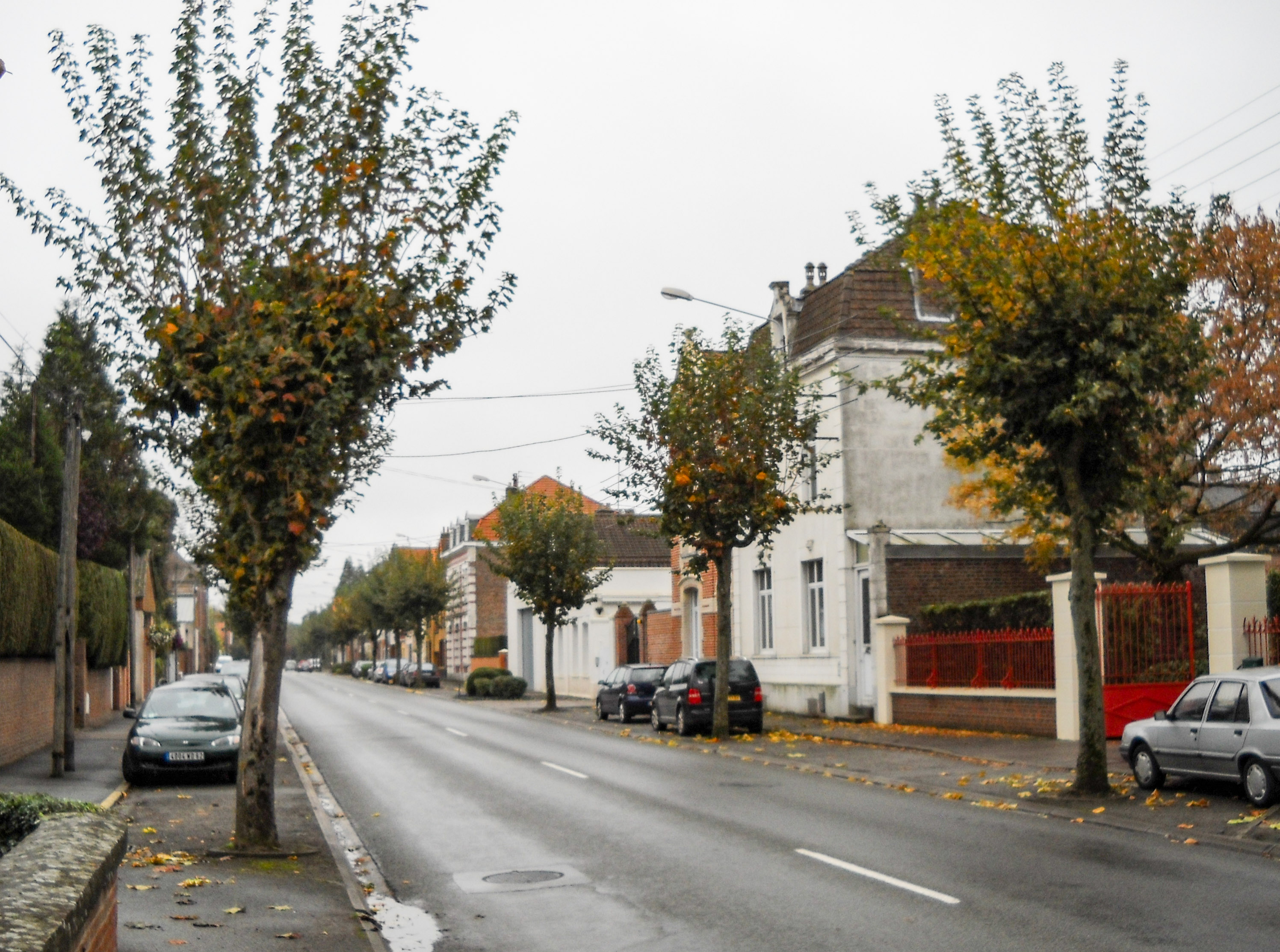
Le large boulevard Foch est établi sur l'espace autrefois occupé par les murs sud de la ville.

Le centre-ville, délimité par la rocade de boulevards ayant pris la place des fortifications, possède les principales caractéristiques des villes flamandes du Moyen Âge. Ses rues courtes, étroites et pour certaines sinueuses forment un dense réseau viaire. Les places sont nombreuses — Grand-Place, place Saint-Pierre, place du Castel, place du Rivage, place Notre-Dame, place d'Armes, place du Château, place Jehan-d'Aire, place des Béguines et place Bayard — et la ville est parcourue par deux cours d'eau (la Lys et la Laquette). Le cœur historique de la ville, la rue du Bourg, est légèrement excentré vers le sud par rapport aux fortifications. Le centre actuel de la cité est la Grand-Place, qui accueille notamment l'hôtel de ville.
Si l'extension de la ville dans les secteurs situés immédiatement au-delà des anciennes fortifications a commencé dès la fin du XIXe siècle, le développement urbain dans les secteurs plus éloignés est né de volontés politiques plus récentes. Il s'agit d'une part des différentes zones d'activité installées à l'est — zone commerciale du Val-de-Lys, zone industrielle du Petit Neufpré — puis au nord de la ville — zone artisanale Saint-Martin, parc d'activité Saint-Martin. D'autre part, sous l'impulsion du maire Paul Blondel, l'ancien marais de Lenglet au sud de la ville a été transformé à partir de 1959 en une véritable « ville nouvelle » — selon les termes de la municipalité — accueillant logements et services publics (notamment les collège et lycée publics de la ville).

### Lieux-dits, hameaux et écarts
La ville d'Aire-sur-la-Lys possède divers hameaux répartit autour du centre-ville autrefois fortifié, depuis la séparation de Neufpré en deux parties à la suite de la construction du canal d'Aire, la commune compte désormais 15 hameaux :
- Garlinghem : situé à l'extrême-nord le long du canal de Neuffossé et des Ballastières, Garlinghem sert de port fluvial pour la ville.
- Glomenghem : situé à l'extrême-ouest, Glominghem avait autrefois une paroisse avec Rincq qui dépendait de Thérouanne et non d'Aire.
- Grand Neufpré : situé à l'est le long du canal d'Aire à la Bassée, Grand Neufpré possédait de grandes pâtures.
- Houleron : situé à l'extrême-est, à deux pas du département du Nord, Houleron est l'un des plus petits hameaux en nombre d'habitants.
- La Jumelle : situé au nord-ouest, La Jumelle a accueilli les potiers et les agriculteurs d'Aire ainsi que le roi Georges V en 1915.
- La Lacque : situé au sud-est, La Lacque est nommé en l'honneur de la rivière éponyme qui coule le long du hameau.
- Lenglet : situé à l'extrême-sud, Lenglet se situe sur des marais asséchés, il abrite le site-protégé de Chico-Mendès.
- Mississippi : situé au sud à la limite du centre-ville, Mississippi était un lieu fertile pour les maraichers.
- Moulin-Le-Comte : situé à l'ouest le long de la Lys, Moulin-Le-Comte comme son nom l'indique possédait un moulin propriété des comtes de Flandre
- Pecqueur : situé à l'est le long de la route de Merville, Pecqueur tient son nom de la pêche faite le long de Lys et dans les marais.
- Petit Neufpré : situé au sud-est, Petit-Neufpré abrite la zone industrielle d'Aire.
- Rincq : situé à l'ouest, Rincq voulut en 1857 faire sécession avec Glominghem de la commune.
- Saint-Martin : situé au nord, Saint-Martin nommé jadis Melomodium est l'origine de la ville d'Aire, il possédait autrefois une paroisse.
- Saint-Quentin : situé au sud-ouest le long du Mardick et de la Laquette, Saint-Quentin était le seul hameau à tenir de nombreux corps de métiers.
- Widdebrouck : situé au nord-est au lieu-dit de la Tête de Flandres, Widdebrouck avait un fort militaire qui devait prévenir les attaques de Flandres.

### Logement
La ville d'Aire-sur-la-Lys compte en 2006 4 061 logements, soit moitié plus qu'en 1968. Ce chiffre est relativement faible comparé à la population, d'où un taux moyen de 2,53 habitants par foyer (2,36 en France métropolitaine). Plus de 80 % des logements sont des maisons et un peu plus de 15 % des appartements. Les résidences secondaires ne représentent que 1,1 % de ce total (9,7 % en France), ce qui tend à démontrer le peu d'attrait qu'exercerait la commune sur les activités touristiques et de villégiature locales.
La ville a vendu en 2006 une partie des bâtiments de l'ancien hôpital Saint-Jean-Baptiste à un promoteur immobilier. La transformation de ces bâtiments en immeubles d'habitation, qui était jusqu'en septembre 2009 bloquée par le plan de prévention du risque inondation du bassin aval de la vallée de la Lys, doit permettre la création de 70 logements.
La nouvelle majorité municipale issue des élections de 2008 a lancé une nouvelle phase dans le développement du quartier de Lenglet. La déviation de la route départementale 187 depuis le village de Lambres doit donner un dynamisme nouveau à ce quartier situé au sud de la ville.

### Voies de communication et transports

#### Voies routières
Aire-sur-la-Lys était située jusqu'en 2005 sur la route nationale 43, reliant Metz à Calais via Charleville-Mézières, Douai, Lens, Béthune et Saint-Omer. Cette route a été déclassée en route départementale 943 par un décret du 6 décembre 2005. Elle a en effet été supplantée par l'autoroute A26 (Troyes - Reims - Arras - Calais) depuis l'ouverture de cette dernière en 1981. L'échangeur no 4 de l'autoroute, qui porte le nom de la ville, est situé à 15 km à l'ouest de la ville. L'échangeur no 5, baptisé « Lillers », est lui à 12,5 km au sud de la ville. Cette autoroute a considérablement rapproché Aire-sur-la-Lys des grandes villes avoisinantes. Les temps de trajet théoriques par la route sont ainsi de 30 minutes pour Béthune, 40 minutes pour Arras, 55 minutes pour Calais, une heure 15 minutes pour Valenciennes, deux heures cinq minutes pour Reims et deux heures 35 minutes pour Paris. Saint-Omer, quant à elle, n'est qu'à 25 minutes, Lille et Dunkerque à une heure et Bruxelles à deux heures.

#### Voies fluviales
Le centre-ville d'Aire-sur-la-Lys est situé à un peu plus d'un kilomètre de l'axe fluvial Dunkerque - Valenciennes. Ce dernier, achevé en 1968, est canalisé à grand gabarit. Aire-sur-la-Lys correspond à la limite de deux sections de cet axe fluvial, le canal de Neufossé ouvert en 1779 (au nord) et le canal d'Aire à la Bassée ouvert en 1880 (à l'est).

#### Transports en commun

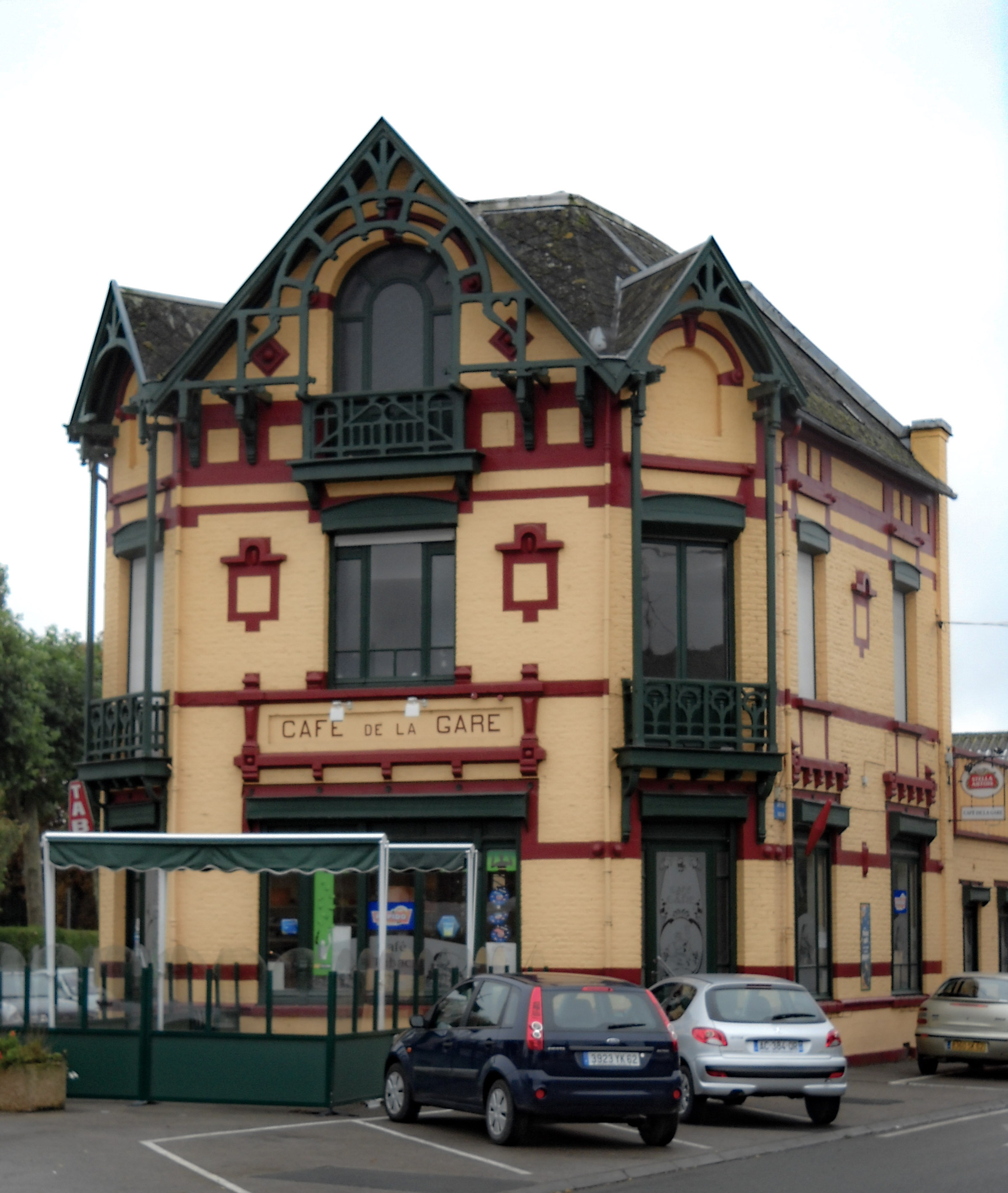
Le « Café de la Gare » rappelle le passé ferroviaire d'Aire-sur-la-Lys.

Si Hazebrouck a été préférée à Aire comme nœud ferroviaire, une gare nommée « Aire-sur-la-Lys » a été créée sur la ligne Arras – Dunkerque à l'ouverture de celle-ci, dans la commune de Molinghem, à six kilomètres à l'est de la ville. Aire-sur-la-Lys posséda ensuite, de 1878 à 1990, une gare sur la ligne de Berguette à Arques. Cette gare est fermée au trafic voyageurs depuis 1990, tout comme la ligne qui ne subsiste plus qu'en tant qu'embranchement particulier. Si l'arrivée du TGV dans le Nord-Pas-de-Calais a rapproché Aire-sur-la-Lys du reste de la France, les Airois doivent néanmoins faire 28 km jusqu'à Béthune s'ils veulent prendre un train vers Paris, et 65 km jusqu'à Lille s'ils veulent se rendre à Rennes, Nantes, Bordeaux, Lyon, Marseille, Montpellier, Nice, Mulhouse ou encore Strasbourg.
L'ancienne ligne ferroviaire Berguette – Saint-Omer a été remplacée par une ligne de bus, qui — en 2009 — relie quatre fois par jour Aire à Isbergues et à Saint-Omer. Les Autocars Inglard, quant à eux, relient neuf fois par jour la ville à Hazebrouck (ligne 906 du réseau Arc-en-Ciel 1), où il est possible de prendre un train pour Lille, Dunkerque ou Paris. La commune est également desservie par la ligne 511 du réseau Mouvéo.
La commune était le point de départ de la ligne de chemin de fer Aire-sur-la-Lys - Berck-Plage, une ancienne ligne de chemin de fer qui reliait, entre 1893 et 1955, la commune à Berck dans le département du Pas de Calais.

#### Transports aériens
Les aéroports les plus proches sont ceux de Lille - Lesquin, à 55 km à l'est et de Calais - Dunkerque à 60 km au nord-ouest, le second n'assurant aucune ligne commerciale régulière.

#### Modes doux
Certaines des routes qui relient le centre-ville aux quartiers excentrés d'Aire-sur-la-Lys, ainsi qu'à Isbergues et Wittes sont équipées de pistes cyclables. Néanmoins, l'étroitesse des rues à l'intérieur des anciennes fortifications a empêché la création de pistes cyclables dans le centre.
Si la faible extension spatiale de la ville et en particulier du centre — liée aux fortifications qui ont longtemps freiné le développement de la ville — y rend faciles les déplacements à pied, la ville n'a cependant créé aucune zone piétonne. Seule une zone 30 a été instituée en 2006 sur deux artères du centre-ville.

### Risques naturels et technologiques

#### Risque inondation
À la suite du passage des tempêtes Ciarán, Domingos et Elisa et des inondations et coulées de boue qui se sont produites, la commune est reconnue, par arrêté du 14 novembre 2023, en état de catastrophe naturelle pour inondations et coulées de boue sur la période du 2 au 12 novembre 2023, comme 179 autres communes du département.

## Toponymie
La villa signalée en 847 à proximité de la ville actuelle est attestée sous la forme latinisée Aria monasterium en 856 (cart. Sith., p. 162),, Area et Ayre en 1377, Ayra en 1355, Ailres en 1492 et sous son adjectif dérivé Ariensis ; c'est-à-dire Aire (en néerlandais, sur une carte allemande: Ariën) au XVIIe siècle, Aire en 1793 et 1801.

Cependant, ces avances qui présenteraient un monastère airois au IXe siècle sont critiquées. En effet, la charte citée par Malbrancq dans son Histoire des Morins octroyant des privilèges par l'évêque de Thérouanne Humfride au monastère de sainte Isbergue à Aire, est fausse, celle-ci visant à renforcer la légende de la femme. Roger Berger voit dans Aria un acronyme ingénieux du rédacteur du cartulaire de Saint-Bertin (Sithiu), le moine Guntbert : il signifierait Agii Requiescentis In corpore Audomari Monasteriam [le monastère de Saint Omer qui y repose corporellement], donc un lieu situé à Saint-Omer. Cette hypothèse est confortée par une autre, plus ancienne, moins fiable, mais tout aussi intéressante, du chanoine Haigneré, qui considèrait l'Aria monasterum comme l'emplacement primitif de l'abbaye de Samer (alors nommée Area), dans le Boulonnais, où l'abbaye de Saint-Bertin possédait des biens.
Aire provient du latin area, désignant une étendue, une plaine, « lieu non cultivé et non bâti », toponyme honnête à la vue de la géographie locale.
En 1982, la commune d'Aire est devenue par décret la commune d'Aire-sur-la-Lys,. Au toponyme initial Aire a été adjoint celui de la principale rivière qui traverse la ville, qui est également celui de la plaine dont elle parcourt l'extrémité occidentale. Son ancien nom est Aire-en-Artois, bien que des sources diverses attestait l'existence du nom contemporain aux siècles précédents.
Ariën-aan-de-Leie en flamand.

## Histoire

### Une commune flamande puis artésienne (847 - 1499)
Aire est citée une première fois en 847 : elle n'était alors qu'une villa occupant un léger relief au nord de la ville actuelle. La ville se développe autour du castrum que Baudouin II, comte de Flandre, fait construire vers l'an 900 au confluent de la Lys et du Mardyck pour résister aux raids vikings. Ce château, dont il ne reste rien, était situé à l'emplacement actuel des places des Béguines et de Saint-Pierre. L'agglomération se développe le long de la route d'Arras à Saint-Omer, qui fait un angle droit au lieu-dit « ad crucem Arie ».
En 1059, alors qu'un nouveau château est construit, le comte de Flandre Baudouin V institue le Chapitre de chanoines d'Aire-sur-la-Lys au sein du castrum et ordonne la construction d'une église consacrée à saint Pierre. L'église est consacrée en 1166, après plus d'un siècle de travaux ; elle était située au même endroit que l'actuelle collégiale mais était plus petite. Aire devient donc à la fin du XIIe siècle un centre religieux important, avec pas moins de 37 chanoines,. À la suite de la mort sans héritier, en juin 1191, du comte de Flandre Philippe d'Alsace, Philippe Auguste prend possession effective de l'Artois, comprenant les places d'Arras, Bapaume, Hesdin, Saint-Omer et Aire-sur-la-Lys, ainsi que la suzeraineté sur les comtés de Boulogne, Guînes et Saint-Pol, et de la place vermandoise de Péronne. Mais dès 1196, le comte de Flandre, Baudouin IX — bientôt épaulé par le comte de Boulogne Renaud de Dammartin, pourtant vassal du roi de France — entre à nouveau en conflit avec Philippe Auguste, et dès 1197, le comte déjà maître du Cambrésis et de Tournai, reprend la place d'Aire-sur-Lys ainsi que celle de Saint-Omer, que la couronne abandonnent officiellement par le traité de Péronne, en 1200. La place est récupérée par le roi de France, en 1211, en contrepartie de son accord pour le mariage de l'héritière du comté de Flandre, Jeanne de Flandre, fille de Baudouin IX, avec Ferrand du Portugal.
Au début du XIIe siècle, la ville devenue importante — 1 000 à 2 000 habitants peut-être — peut obtenir une charte de libertés communales, reconnue en 1188 par le comte de Flandre Philippe d'Alsace sous le nom de « charte de l'Amitié », mais qui existait déjà sous Clémence de Bourgogne (régente de 1096 à 1100). Le bourg ne cessera d'obtenir de nouvelles libertés au cours des siècles suivants. La commune est dirigée par un échevin ; un châtelain puis un bailli représentent le comte de Flandres. Le nouveau statut de la ville est symbolisé par ses armes, « un loup d'or sur fond de gueule » — celui-ci sera plus tard remplacé par les armes actuelles — et par la construction d'un beffroi, signalé à la fin du XIIe siècle.
Vers l'an 1200, un nouveau château est construit par Baudouin IX. La ville est entourée d'une muraille en pierres blanches, dont le tracé ne changera pas jusqu'en 1893,.
Aire, ville flamande dont l'importance est comparable à celle d'Ypres ou de Courtrai, se soulève en 1213 contre le comte Ferrand de Flandre. Ce dernier assiège la ville, qui ne peut survivre que grâce à un convoi de grains providentiellement envoyé par le roi de France. Le culte que rend la ville à Notre-Dame Panetière serait lié à cet événement.
En 1233, Baudouin, sire d'Aire, cède (ou vend) 37 mesures de terre (environ 16 hectares) à l'évêque de Thérouanne. Guillaume, châtelain de Saint-Omer, de qui ces terrains sont tenus en fief, entérine la cession.

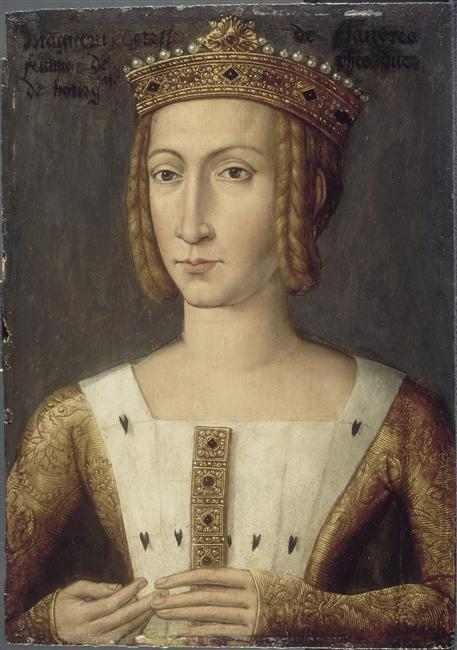
Marguerite III de Flandre rattacha l'Artois à la Bourgogne en 1384 par son mariage avec le duc Philippe II de Bourgogne.

En 1237, le comté d'Artois est séparé du comté de Flandre et Aire fait partie de la nouvelle entité. Elle devient dès lors une ville frontière marquée par les conflits entre les comtes de Flandre et leur suzerain le roi de France. Néanmoins, si l'Artois est dévasté par la guerre de Cent Ans, les murs d'Aire découragent les Anglais de vouloir prendre la ville. Aire devient ainsi un refuge pour les populations rurales des environs. La commune refuse de reconnaître le roi Édouard III d'Angleterre en 1338.
En 1344, le château d'Aire a perdu la splendeur qu'il pouvait avoir du temps de Mahaut d'Artois. Afin de le rénover, il est fait appel en 1344 à Jehan As-Cokelès, verrier venant semble-t-il d'Arras ou de Béthune. Il fut chargé de remettre en leur état primitif, tells qu'elles étaient du temps de Mahaut, les verrières de la chapelle, de la grande salle et des principales chambres du château. Les verrières étaient « moult dépichées (dégradées) » et il fallait réparer ou refaire les plombs, les verres et les couleurs « selon la première fachon en armoieries et en ymaiges ».
En 1347, un des bourgeois de Calais (Les Bourgeois de Calais) présentant les clefs de la ville au roi d'Angleterre Édouard III après la reddition de la cité, s'appelle Jean d'Aire ; on peut le présumer originaire de la ville, la même année, les Flamands assiègent Aire mais abandonnent et partent ravager les alentours.
En 1374, Marguerite, comtesse d'Artois, donne à la ville de nouvelles chartes. Sa petite-fille Marguerite ayant épousé en secondes noces le duc Philippe II de Bourgogne, l'Artois est rattaché en 1384 au très étendu duché de Bourgogne. C'est à Aire que le futur duc Philippe le Bon fait célébrer en 1415 les funérailles de ses deux oncles tués à la bataille d'Azincourt.
Si le XIVe siècle avait été une période troublée — les incendies étaient fréquents, et la peste noire tua 4 000 personnes en 1349 — le XVe siècle est une période de paix et de prospérité pour Aire et plus largement la Flandre. Aire est alors une ville dynamique tant par son activité économique que par ses fêtes. L'importance religieuse de la ville attirait souvent en ses murs l'évêque de Thérouanne : Aire, outre son chapitre de chanoines, comptait en effet trois paroisses, trois couvents, une école latine et l'hôpital Saint-Jean-Baptiste.
Si Louis XI s'est emparé de la Bourgogne après la défaite de Charles le Téméraire en 1477, il ne tente pas dans un premier temps de s'emparer d'Aire. C'est après avoir acheté le sire de Cohem, qui gouvernait la place au nom de Marie de Bourgogne, que le maréchal d'Esquerdes prend Aire en 1482. Cette occupation ne dura que 17 ans : le roi Charles VIII rendit l'Artois à Maximilien de Habsbourg, veuf de Marie de Bourgogne, pour avoir les mains libres dans sa volonté de conquérir le royaume de Naples.

### Une place forte disputée (1499-1713)
En 1499, Aire est intégrée aux Pays-Bas bourguignons. Ces derniers font partie des nombreuses terres dont Charles Quint hérite et qui le placent à la tête du plus grand ensemble territorial d'Europe. La transition se fait sans difficulté : le gouvernement français n'a pas bonne presse à Aire, et l'empereur confirme dès 1516 les privilèges de la ville. Il est ainsi reçu avec joie à Aire en 1540.

Ce plan établi au milieu du XVIe siècle montre le développement d'Aire à cette époque, principalement à l'intérieur de ses fortifications mais aussi le long des quelques artères qui les franchissaient.

La guerre — ininterrompue de 1521 à 1558 — nécessite de renforcer les défenses de la ville. Aire est en effet une pièce maîtresse du système défensif imaginé par l'empereur contre la France : de plus, Aire se trouve à quelques kilomètres seulement de la place forte française de Thérouanne. Un système de bastions polygonaux est substitué au système ancien de fortifications, et l'empereur ordonne en 1520 la démolition de la chapelle Notre-Dame hors les murs, remplacée par une nouvelle église paroissiale.
En 1492, le chantier de construction d'une nouvelle église est lancé par les chanoines de Saint-Pierre. Il durera près d'un siècle, le chapitre en assurant lui-même le financement. La collégiale que nous voyons aujourd'hui était à l'époque l'une des plus grandes églises de style flamboyant des Pays-Bas méridionaux. La Réforme ne trouve pas beaucoup d'écho à Aire ; au contraire, la ville adhère en 1579 à l'union d'Atrecht (Arras en néerlandais) qui demande l'interdiction du culte protestant.
Les premières années du XVIIe siècle correspondent à une période de paix et de grands travaux. Un corps de garde est construit en 1600 grâce à la levée d'un impôt sur la bière et le vin ; l'hôtel de ville est reconstruit à partir de 1625. Un collège jésuite est ouvert en 1615 rue de Saint-Pierre, avant de déménager huit ans plus tard dans des locaux plus spacieux rue de Saint-Omer ; ce n'est qu'en 1682 que l'évêque d'Ypres posera la première pierre de l'église de ce collège. Quant au mur d'enceinte, il est entièrement reconstruit entre 1570 et 1620.
Le 31 juillet 1630, des lettres de Madrid érigent la terre et seigneurie de Robecque (Robecq) en principauté au bénéfice de Jean de Montmorency (maison de Montmorency), en y incorporant la ville et vicomté d'Aire, les villages de Blessy, Blesselles, Saint-Quentin, Glomenghen, Famechon. Jean de Montmorency est ainsi prince de Robecq, marquis de Morbecque, comte d'Estaires, vicomte d'Aire, baron d'Haverskerque et des Wastines, seigneur de Robecq et de Bersée.
En 1635, au cours de la guerre de Trente Ans, la France entre en guerre contre l'Espagne aux côtés des Provinces-Unies. Le maréchal de la Meilleraye à la tête de 25 000 hommes assiège Aire à partir du 19 mai 1641 ; si les pertes sont considérables du côté français, les 2 000 hommes de la garnison d'Aire doivent néanmoins se rendre le 26 juillet. La victoire n'est cependant que de courte durée : la population de la ville est farouchement hostile aux Français, et le cardinal-Infant assiège bientôt la ville dont les murailles ont été détruites par l'armée française. Le colonel d'Aigueberre, qui a succédé à Meilleraye, capitule le 7 décembre. Après sept mois de combats, la ville est en ruines et a été désertée par ses habitants. Les Français restent néanmoins menaçants : le fort Saint-François est donc construit en 1642.
Aire redevient ensuite une ville prospère grâce aux campagnes agricoles qui l'entourent, à ses nombreuses petites industries, à sa vitalité religieuse — quatre nouveaux couvents sont créés — et surtout à son port. En l'absence de communication fluviale entre l'Aa et la Lys, les marchandises remontant l'Aa depuis le port maritime de Gravelines doivent en effet être transportées par voie routière de Saint-Omer à Aire, avant de descendre la Lys vers la Flandre.

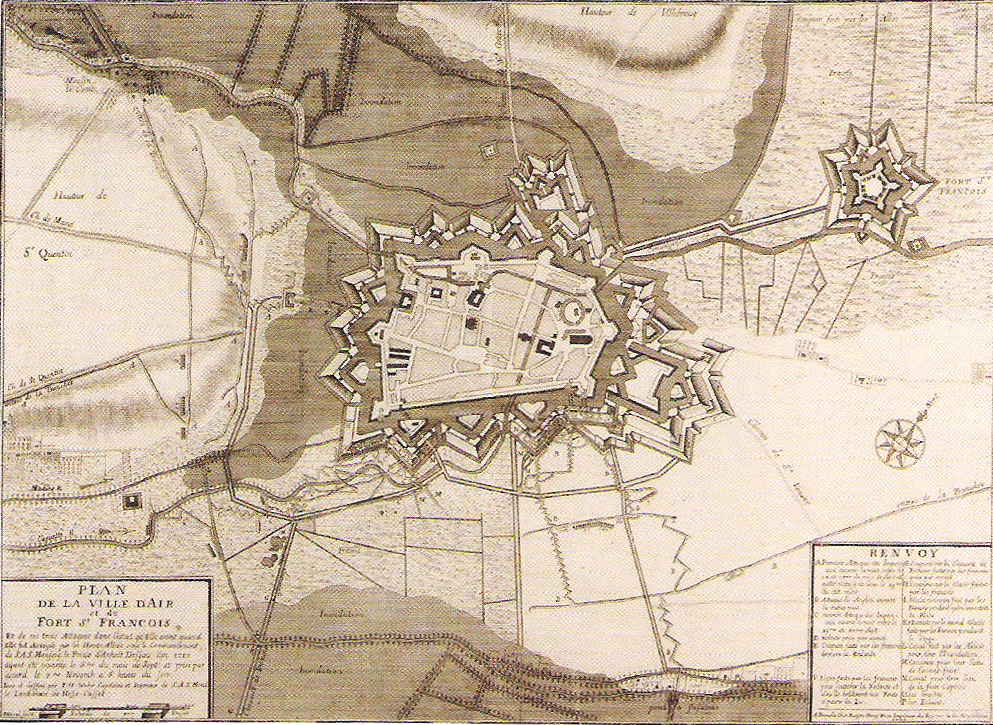
L'un des moyens imaginés par Vauban pour la défense de la ville était l'inondation volontaire des zones situées à l'ouest et au nord de la ville.

La guerre reprend en 1667. Le maréchal d'Humières, accompagné de 15 000 hommes, de Vauban et de Louvois, assiège Aire en juillet 1676,. Pour ne pas répéter les erreurs du passé, l'armée de Schomberg est placée de manière à barrer le passage au général espagnol Villahermosa. Louvois fait bombarder de nuit et cible les maisons bourgeoises, il utilise pour la première fois des boulets incendiers : la ville ainsi terrorisée se rend le 31 juillet. Le 29 août 1676, le général François de Calvo est fait gouverneur de la ville et reste en place sa vie durant, jusqu'en 1690. Vauban entreprend ensuite de réorganiser la défense de la ville, en créant de nouvelles casernes et en renforçant les fortifications.
En 1701, la guerre frappe à nouveau aux portes d'Aire. Les Hauts-Alliés assiègent la ville en septembre 1710 et celle-ci, défendue par le régiment de Bauffremont-dragons et le régiment de Bueil-Racan est remise en novembre aux Hollandais après 58 jours de siège. Elle reste hollandaise jusqu'au traité d'Utrecht le 14 avril 1713 : le 1er juin, à la même heure, la France rend Furnes et les Provinces-Unies Aire. La ville est désormais définitivement rattachée à la France.

### Un long déclin (1713-1914)
Les nombreux sièges qu'a connu Aire depuis un siècle ont laissé une ville en ruines : c'est maintenant l'heure de la reconstruction. En 1715, Louis XIV autorise la construction d'un nouvel hôtel de ville. Le bâtiment actuel est achevé en 1721 et le beffroi en 1724. Grâce à l'intervention du cardinal de Fleury, ministre de Louis XV, l'église du chapitre de Saint-Pierre est reconstruite en plusieurs étapes jusqu'en 1788. La ville accueille désormais une importante garnison dans ses nombreuses casernes. Le 17 novembre 1722, une ordonnance royale fixe pour plusieurs décennies les règles de l'urbanisme à Aire,, : la ville se transforme rapidement. Aire est donc aujourd'hui en grande partie une ville du début du XVIIIe siècle. Néanmoins, la ville reste corsetée dans ses murs trop étroits.
L'administration est beaucoup plus stricte et centralisée que sous les Espagnols. Le bailli n'a plus que des pouvoirs très limités et le mayeur est nommé par le Roi. En 1762, le Parlement de Paris décide d'expulser les Jésuites du royaume de France : le collège est ainsi fermé en 1769. Ce n'est qu'après une longue campagne de protestations à Versailles et Arras que le magistrat obtient le rétablissement d'un collège confié aux Prêtres de la doctrine chrétienne.

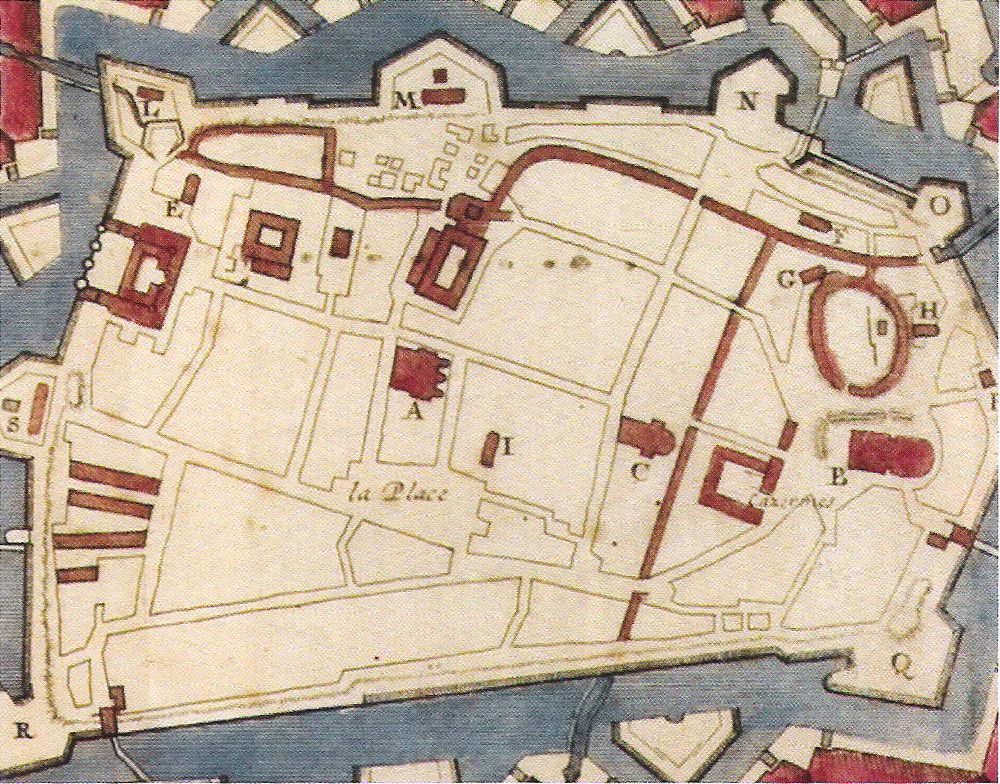
Ce plan du début du XVIIIe siècle montre l'étroitesse des fortifications dans lesquelles Aire était enfermée jusqu'en 1893, qui a contribué au déclin économique et démographique de la ville.

Si des travaux sont menés pour remettre en état les fortifications, leur état reste déplorable. À la fin du XVIIIe siècle, le château est en ruines faute d'entretien. Surtout, le pouvoir royal impose la construction d'un canal de jonction entre la Lys et l'Aa. Le port d'Aire, court-circuité par ce canal, est déserté dès l'ouverture de celui-ci en 1771,. De plus, une route est ouverte entre Lillers et Saint-Venant, évitant elle aussi Aire. La situation économique à Aire à la fin du XVIIIe siècle est donc des plus moroses.
Les débuts de la Révolution sont enthousiastes à Aire. Néanmoins, les désillusions arrivent vite, notamment dans le domaine religieux : la population accepte mal les nouveaux pasteurs et la suppression du chapitre et des couvents. La ville, qui espérait être choisie comme chef-lieu du nouveau département du Pas-de-Calais, n'obtient finalement qu'un chef-lieu de canton. Aire, de plus, est particulièrement touchée par les guerres et par les famines,. La ville, qui n'avait pas constitué de Comité de surveillance, s'en voit imposer un : celui-ci accuse en juin 1794 la ville entière d'être « égarée ». Une centaine d'Airois sont faits prisonniers et 21 sont exécutés à Arras. Après les dures années de la Révolution, le Consulat et l'Empire correspondent à une période d'accalmie : l'église Saint-Pierre est rouverte en 1802, et deux établissements scolaires sont créés — un collège municipal et une école de filles dirigée par les Ursulines. La ville, qui n'aurait pu soutenir un nouveau siège, n'est occupée ni en 1814, ni en 1815.
Le déclin de la ville au XVIIIe siècle se poursuit au XIXe siècle. André-Camille Dard ne poursuit pas sa Notice historique sur Aire au-delà de 1815, car « depuis cette époque Aire, simple chef-lieu de canton, n'a plus d'histoire et vit oubliée. » La ville passe en effet à côté de l'essor démographique et économique du Nord-Pas-de-Calais. L'armée refuse l'implantation des Aciéries de France sur un terrain jugé trop proche des fortifications ; les aciéries s'installent donc à Isbergues,. La ligne de chemin de fer d'Arras à Dunkerque passe à 5 km à l'est de la ville ; ce n'est qu'en 1878 qu'Aire obtient une gare sur la modeste ligne de Berguette à Saint-Omer. Quant aux sociétés de recherche et de prospection de charbon, elles font toutes faillite faute d'avoir trouvé un filon exploitable. La ville ne peut donc vivre que de ses marchés agricoles et de sa petite industrie — usine à gaz, brasserie, chapeaux Blondel, chaussures fabriquées à domicile pour le compte des Établissements Fanien de Lillers.
Néanmoins, si la ville connaît un certain déclin économique, elle conserve une forte vitalité intellectuelle et artistique. La ville accueille de nombreuses sociétés musicales, des sociétés sportives, ainsi qu'une école de musique et une école de dessin. En 1837 paraît le premier numéro de l'Écho de la Lys, qui est encore en 2010 le principal organe de presse de la ville. De nouveaux établissements scolaires ouvrent leurs portes : une école primaire des Frères des écoles chrétiennes est créée en 1816 et une école municipale laïque en 1870. Quant à l'église Saint-Pierre, elle est entièrement rénovée par Édouard Scott, qui fut curé de 1829 à 1887 ; elle devient le premier monument de la ville classé monument historique en 1862.
En 1871, le démantèlement des places fortes de la frontière nord est décidé par l'armée, qui les juge inutiles. La ville doit en assurer le financement et recevoir en compensation les terrains ainsi libérés. Les travaux durent trois ans, de 1893 à 1896,. Les 120 hectares ainsi libérés permettront l'établissement d'un boulevard circulaire autour de la ville, et l'ancienne zone non aedificandi accueillera les grandes maisons bourgeoises des notables de la ville,.

### Aire-sur-la-Lys auXXesiècle

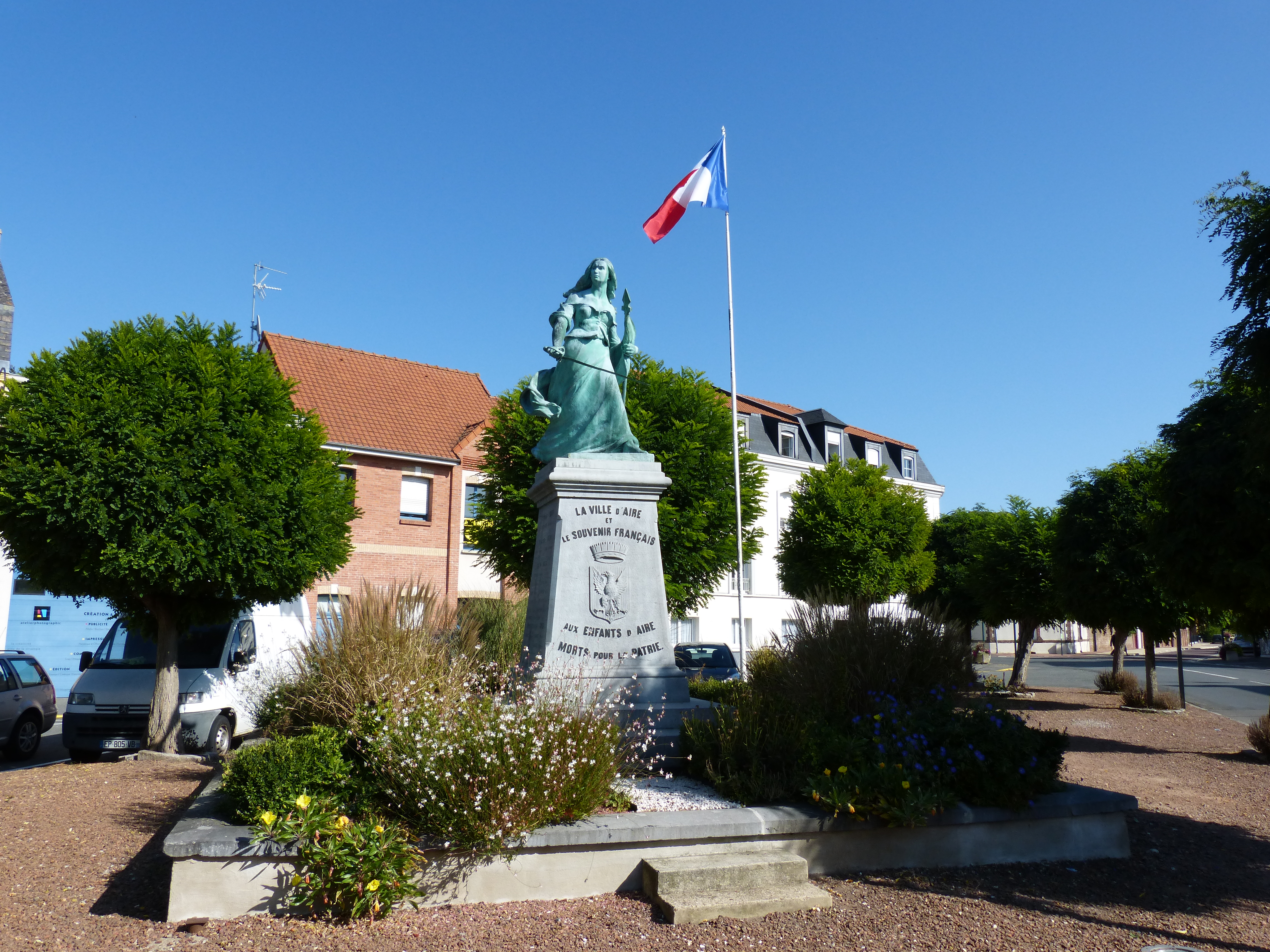
Le monument aux morts d'Aire-sur-la-Lys. Le monument aux morts rappelle que la ville a été durement touchée par les deux conflits mondiaux du XXe siècle.

La Grande Guerre frappa durement Aire. Située à quelques kilomètres du front, la ville hébergea en permanence 3 000 à 4 000 réfugiés pendant trois ans. Le quartier général de la Ire armée britannique s'installa le 1er avril 1915 à Aire, au château de La Jumelle. Pendant la guerre, Aire reçut la visite du roi George V du Royaume-Uni,, du général Joffre, et de l'ancien président du Conseil Georges Clemenceau,. Le 11 avril 1918, une offensive allemande rompt le front et menace Aire qui doit être évacuée. Lorsque l'offensive est enrayée en août, la ville, qui a été bombardée jour et nuit pendant quatre mois, est en ruines : trois quarts des maisons ont été touchées. La ville, dont 250 habitants ont été tués au front, est décorée de le 12 juin 1921 la croix de guerre 1914-1918,.
Après la Première Guerre mondiale, Aire doit donc à nouveau être reconstruite. C'est l'occasion de mener des travaux de grande envergure, comme le programme d'adduction d'eau achevé en 1927. L'été 1936 sera, comme partout en France, un été de grève générale et de défilés, comme celui organisé le 5 juillet par le Front populaire. La ville, qui ne veut pas d'une nouvelle guerre, célèbre par un défilé des associations sportives et culturelles le vingtième anniversaire de l'armistice du 11 novembre 1918.
Le 23 mai 1940, une colonne de chars français arrive à Aire, ignorant que des éléments motorisés de la division Totenkopf s'y trouvent depuis la veille. Les Français, pris au piège, sont presque tous tués après trois heures de lutte. Un avion britannique détruit dans la nuit du 29 au 30 mai les camions allemands chargés d'essence et de munitions qui étaient stationnés dans la cour du collège, qui prend feu. À partir de l'armistice du 22 juin, Aire fait partie de l'administration militaire de la Belgique et du Nord de la France ; la Kommandantur s'installe dans l'immeuble actuel du Crédit agricole et la Gestapo à la Céramique. La ville connaît pendant l'occupation des actes de résistance à l'armée allemande : l'organisation « Lord Denys » prend en charge les soldats britanniques pour les aider à gagner la zone libre — ses membres recevront à la Libération la Croix d'honneur du mérite franco-britannique — et « l'organisation franco-anglaise du capitaine Michel » procède à des opérations de sabotage, tandis que le réseau « Hunter » renseigne les armées alliées — son chef André Robin sera fusillé à Paris le 27 juillet 1944. Les bombardements s'intensifient à partir de juin 1944 : l'aviation alliée lâche 2 800 bombes sur la ville dans la nuit du 8 août, faisant dix-neuf victimes civiles et touchant gravement la collégiale Saint-Pierre. L'armée polonaise entre finalement dans la ville et la libère le 5 septembre 1944. Une nouvelle fois, il s'agit de reconstruire. La paroisse Saint-Pierre, qui s'était réfugiée à l'église Saint-Jacques, ne peut retrouver son église qu'en 1954 ; la réhabilitation complète de la collégiale n'est toujours pas achevée à ce jour.
Depuis la Libération, la ville se modernise : si l'abattoir municipal a fermé ses portes en 1968, un immense silo à grains a ouvert en 1965 et une zone industrielle a été créée en 1972 sous l'impulsion du maire François-Xavier Becuwe. La ville s'est étendue à partir de 1959 sur l'ancien marais de Lenglet, au lieu-dit « Mississippi », qui forme aujourd'hui un des cœurs de la cité. Si la gare ferroviaire a fermé en 1990,, l'ouverture en 1989 de l'hypermarché Catteau (aujourd'hui Carrefour) — le plus gros employeur de la ville — est le signe d'une réorientation de la ville vers le secteur du commerce et des services. Néanmoins, Aire — devenue en 1982 Aire-sur-la-Lys par décret — conserve aujourd'hui une image de « ville endormie », comme le titrait le 26 juin 2003 l'Écho de la Lys.

## Politique et administration

### Rattachements administratifs et électoraux
La commune se trouve dans l'arrondissement de Saint-Omer du département du Pas-de-Calais. Pour l'élection des députés, elle fait partie depuis 1986 de la huitième circonscription du Pas-de-Calais.Le centre-ville d'Aire-sur-la-Lys se situe à trois kilomètres environ de la limite du département du Nord
Elle était depuis 1793 le chef-lieu du canton d'Aire-sur-la-Lys. Dans le cadre du redécoupage cantonal de 2014 en France, ce canton, dont la commune est désormais le bureau centralisateur, est modifié, passant de 23 à 70 communes.
La commune d'Aire-sur-la-Lys a absorbé entre 1790 et 1806 les communes voisines du Widdebroucq, de Rincq, de Saint-Martin et de Saint-Quentin.
Aire-sur-la-Lys relève du tribunal de grande instance de Saint-Omer et de la cour d'appel de Douai. Pour ce qui est de l'ordre administratif, Aire-sur-la-Lys relève du ressort du tribunal administratif de Lille et de la cour administrative d'appel de Douai.
Aire-sur-la-Lys accueille, en tant que chef-lieu de canton, une gendarmerie et un service déconcentré du Trésor public. De plus, la ville a sous son autorité un service de police municipale[réf. nécessaire].

### Intercommunalité
Aire-sur-la-Lys était le siège de la communauté de communes du pays d'Aire, un établissement public de coopération intercommunale (EPCI) à fiscalité propre créé en 2000 et auquel la commune avait transféré un certain nombre de ses compétences, dans les conditions déterminées par le code général des collectivités territoriales.
Dans le cadre des dispositions de la loi portant nouvelle organisation territoriale de la République du 7 août 2015, qui prévoit que les établissements publics de coopération intercommunale (EPCI) à fiscalité propre doivent avoir un minimum de 15 000 habitants, cette petite intercommunalité a fusionné avec ses voisines pour former, le 1er janvier 2017, la communauté d'agglomération du Pays de Saint-Omer dont est désormais membre la commune.

### Tendances politiques et résultats
Si l'essentiel de la région Nord-Pas-de-Calais est clairement orienté à gauche — le Pas-de-Calais en particulier est un bastion du Parti socialiste — Aire-sur-la-Lys est moins nettement marquée politiquement. Les élections récentes ont en effet montré à plusieurs reprises des variations dans les partis politiques dont sont issus les élus ou les candidats aux élections nationales en faveur desquels la ville se prononce.
Au premier tour de l'élection présidentielle de 2002, la ville a placé — contrairement aux résultats nationaux — le candidat socialiste Lionel Jospin devant le président du Front national Jean-Marie Le Pen, le candidat RPR et président sortant Jacques Chirac arrivant en tête avec 18,53 % des voix. Si Aire a voté massivement au second tour pour le candidat de la droite parlementaire, le score de Jean-Marie Le Pen a été meilleur (19,61 %) qu'à l'échelle nationale (17,79 %).
Ségolène Royal est arrivée en tête à Aire-sur-la-Lys à l'élection présidentielle de 2007, devançant Nicolas Sarkozy de quatre points au premier tour, dix au second. Si aux élections législatives, la gauche est arrivée en tête à Aire-sur-la-Lys, ce résultat a été moins net que dans l'ensemble de la 8e circonscription du Pas-de-Calais. Au premier tour, Michel Lefait (PS) obtient 46,55 % des voix à Aire-sur-la-Lys face à la candidate UMP Marie-Françoise Bataille (36,62 %). Mais à l'échelle de la circonscription, Michel Lefait a obtenu 51,97 % des voix et a ainsi été élu dès le premier tour.
Après plus de trente ans de pouvoir de la droite, les électeurs airois ont voté lors des élections municipales de 2008 en faveur de la liste « Aire autrement », soutenue par le Parti socialiste. Au second tour de l'élection, sur un total de 5 063 suffrages exprimés, 2 556 voix sont allées à la liste menée par Jean-Claude Dissaux, contre 1 549 à celle d'André Démaret et 958 à celle de Jean-Claude Wident. Le graphique ci-contre montre la répartition des voix entre les différentes listes.
Les chiffres de l'abstention sont légèrement plus faibles à Aire-sur-la-Lys que dans le reste de la France. Au second tour de la présidentielle de 2007, l'abstention a été de 14,46 % (16,03 % en France). Aux élections européennes de 2009, 43,18 % des inscrits se sont déplacés, contre 40,65 % à l'échelle du pays.
Après les élections municipales du 16 mars 2008, la gauche est nettement majoritaire au sein du conseil municipal. La liste « Aire autrement », dirigée par Jean-Claude Dissaux et soutenue par le Parti socialiste, a en effet obtenu 23 des 29 sièges du conseil, n'en laissant que quatre pour la liste « Aire, souffle d'avenir » du maire sortant André Démaret — qui a renoncé au siège que lui donnaient les urnes — et deux pour la liste conduite par Jean-Claude Wident,. Vingt-deux des 29 conseillers élus en 2008 n'avaient jamais été conseillers municipaux auparavant. Le conseil municipal d'Aire-sur-la-Lys compte 14 femmes et huit adjoints au maire.
Lors du premier tour des élections municipales de 2014 dans le Pas-de-Calais, la liste PS  menée par le maire sortant Jean-Claude Dissaux obtient la majorité absolue des suffrages exprimés, avec 3 037 voix (62,96 %, 24 conseillers municipaux élus dont 10 intercommunaux), devançant très largement celle UMP menée par André Delpouve, qui a recueillie 1 786 voix (37,03 %, 5 conseillers municipaux élus dont 2 communautaires).
Lors de ce scrutin, 31,93 % des électeurs se sont abstenus.
Lors du premier tour des élections municipales de 2020 dans le Pas-de-Calais, la liste DVG  menée par le maire sortant Jean-Claude Dissaux obtient la majorité absolue des suffrages exprimés avec 2 614 voix (69,13 %, 25 conseillers municipaux élus dont 7 intercommunaux), devançant très largement celle DVC menée par Didier Rys, qui a obtenu 1 167 voix (30,86 %, 4 conseillers municipaux élus dont 1 communautaire). 
Lors de ce scrutin, marqué par la Pandémie de Covid-19, 47,20 % des électeurs se sont abstenus.

### Administration municipale

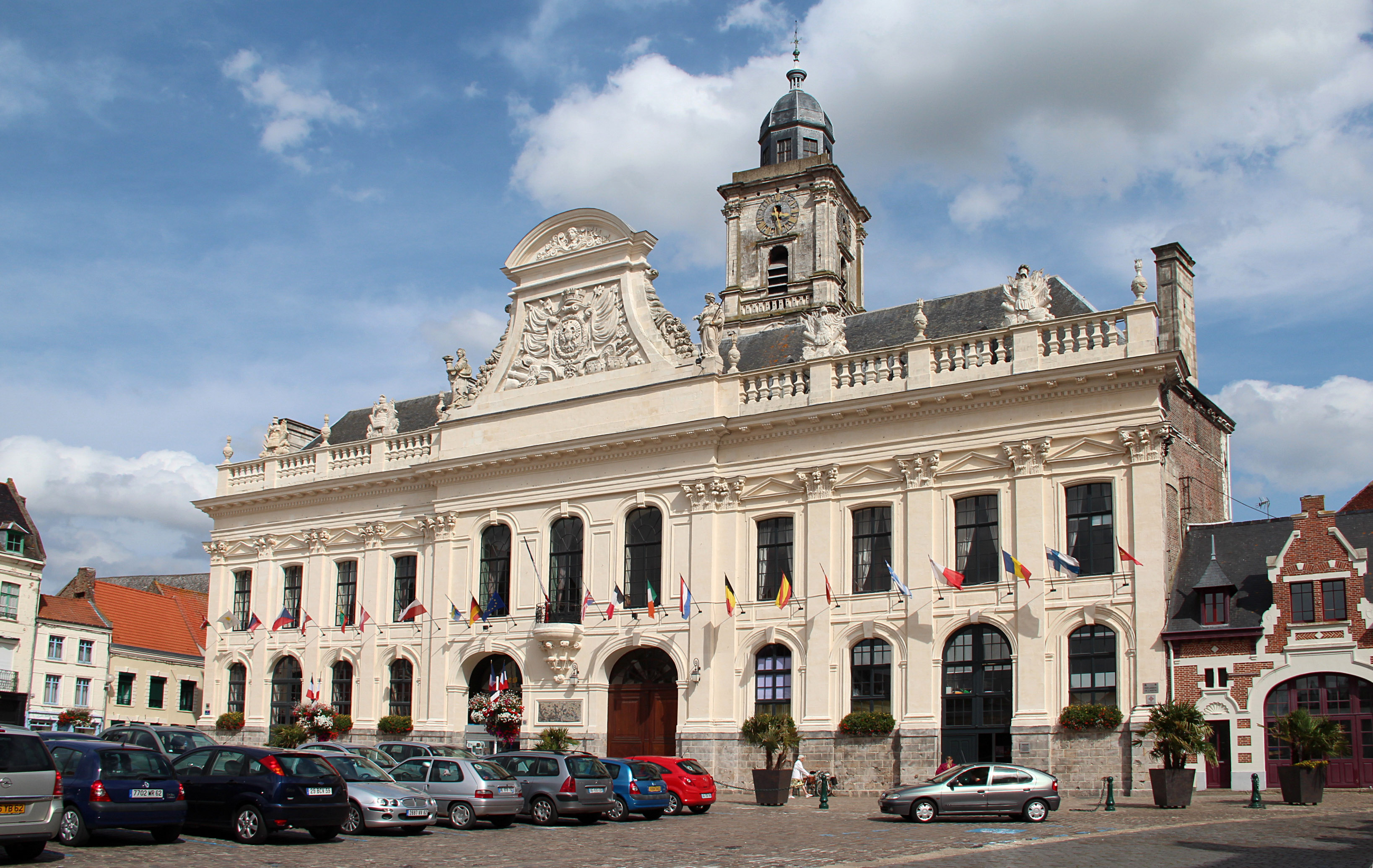
L'hôtel de ville d'Aire-sur-la-Lys, dont la construction est intensément liée à la volonté de Louis XIV de voir la ville dédommagée des dégâts du siège de 1710.

Les institutions municipales d'Aire-sur-la-Lys, très anciennes puisqu'elles sont les héritières des institutions communale qu'avait la ville au Moyen Âge, sont installées dans l'imposant hôtel de ville construit au début du XVIIIe siècle sur la Grand-Place.

### Liste des maires
Depuis la Libération, sept maires ont été élus à Aire-sur-la-Lys :
| Période      | Période                     | Identité                            | Étiquette      | Qualité |
| ------------ | --------------------------- | ----------------------------------- | -------------- | --- |
| mars 1945    | mai 1945                    | Émile Gosseau                       |                | Ancien fonctionnaire des Postes et télécommunications |
| mai 1945     | octobre 1947                | Auguste Bar (1875-1952)             |                | Ancien conseiller général d'Aire-sur-la-Lys (1931 → 1940) |
| octobre 1947 | mai 1953                    | Émile Gosseau                       |                | Ancien fonctionnaire des Postes et télécommunications |
| mai 1953     | mars 1971                   | Paul Blondel (1899-1972)            | SFIO           | Employé aux aciéries d'Isbergues Conseiller général d'Aire-sur-la-Lys (1945 → 1970) |
| mars 1971    | mars 2001                   | François-Xavier Becuwe, (1929-2001) | RI puis UDF-PR | Commerçant Conseiller général d'Aire-sur-la-Lys (1970 → 2001) |
| mars 2001    | mars 2008                   | André Démaret                       | RPR puis UMP   | Ancien adjoint au maire |
| mars 2008    | En cours (au 1er mars 2022) | Jean-Claude Dissaux                 | PS puis DVG    | Ingénieur en chef à la retraite Conseiller général puis départemental d'Aire-sur-la-Lys (2008 → ) Vice-président du conseil départemental (2015 → ) Président de la CC du Pays d'Aire (2008 → 2016) Vice-président de la CA du Pays de Saint-Omer (2017 → ) Réélu pour le mandat 2020-2026, |

### Politique de développement durable
La préoccupation environnementale est assez récente à Aire-sur-la-Lys. Celle-ci s'est traduite par une politique publique en faveur des transports peu ou pas polluants — création d'une zone 30 en centre-ville en 2006, ouverture de pistes cyclables, renforcement des fréquences des lignes de bus — et d'une gestion écologique des déchets. Si le ramassage et le traitement des déchets ménagers sont du ressort de la Communauté de communes, un tri sélectif est organisé par l'association Récup'Aire. Les Airois peuvent également acquérir un composteur pour la somme de vingt euros, grâce à la participation de la Communauté de communes, du Syndicat Mixte Lys Audomarois et du Conseil régional.
À la diversité du paysage entourant la ville — grands blocs de culture céréalière, marais où est produit le cresson, ballastières au nord de la ville — s'oppose l'absence d'espaces verts dans le centre-ville. Il faudra attendre 1974 pour que la municipalité crée un parc excentré, au nord-ouest de la ville, qui reste en 2006 le seul de la ville.

### Jumelages
La commune est jumelée avec :
| Ville | Ville            | Pays | Pays        | Période     |
| ----- | ---------------- | ---- | ----------- | ----------- |
|       | Harelbeke        |      | Belgique    | depuis 2016 |
|       | Lendringsen (d), |      | Allemagne   | depuis 1965 |
|       | Sturry,          |      | Royaume-Uni | depuis 1995 |

### Vie militaire
Si Aire-sur-la-Lys possède un passé militaire riche de nombreux sièges et batailles, l'Armée a aujourd'hui quitté la ville. Aire a brièvement accueilli le 8e régiment d'artillerie de 1872 à 1873, puis le quartier général de la Ire armée britannique en 1915. Aujourd'hui, les seuls témoins restants de ce passé militaire sont les anciennes casernes, les vestiges des anciennes fortifications, la gendarmerie installée au sud de la ville et certains noms de rue comme la Rue des Casernes ou le Boulevard de l'Arsenal.

## Équipements et services publics

### Espaces publics
La commune est labellisée « 1 fleur » au concours des villes et villages fleuris.

### Enseignement

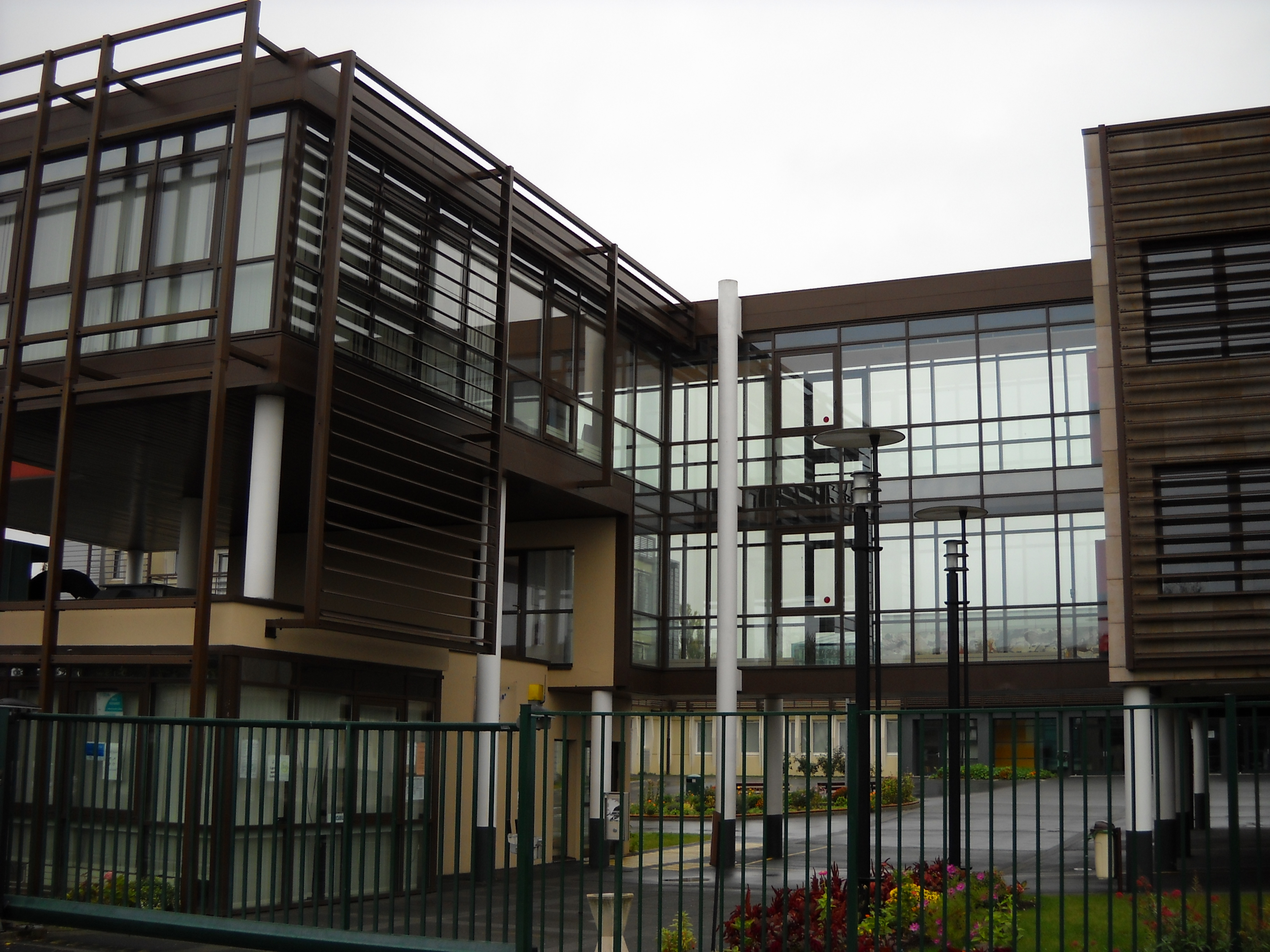
L'entrée du lycée Vauban.

Aire-sur-la-Lys est située dans l'académie de Lille.
En 2009, la ville administre trois écoles maternelles et quatre écoles élémentaires communales.
Le département gère alors un collège, le collège Jean-Jaurès, et la région un lycée, le lycée Vauban qui propose un enseignement tant général que technologique et professionnel et possède des taux de réussite élevés au baccalauréat (au-dessus de 90 % dans la plupart des filières). Aire-sur-la-Lys compte également trois établissements privés catholiques sous contrat d'association avec l'État, le collège et le lycée agricole Sainte-Marie ainsi que l'école du Sacré-Cœur. Le collège Sainte-Marie a notamment accueilli l'écrivain français Georges Bernanos, ce dernier ayant été marqué par son passage scolaire à Aire-sur-la-Lys.

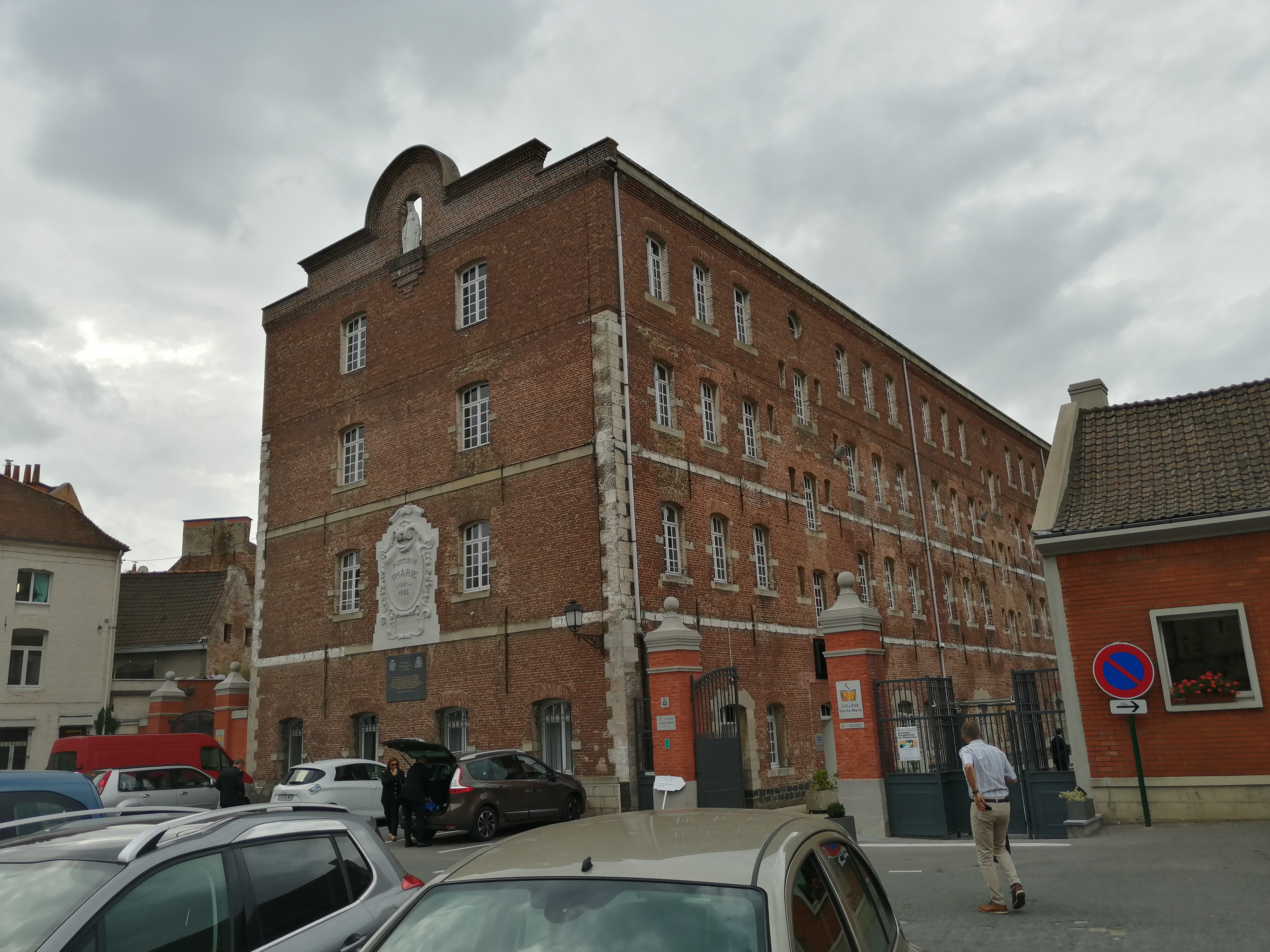
La façade du collège Sainte-Marie, fondé en 1614 par les jésuites.

Ces onze établissements scolaires accueillent un total de 4 500 élèves, dont 1 000 au lycée Vauban et autant au collège Jean-Jaurès, et emploient plusieurs centaines d'enseignants.

### Santé
L'hôpital local d'Aire-sur-la-Lys, installé au bord de la Lys, offre  en 2009 une capacité d'accueil de 310 lits. Il a remplacé l'ancien hôpital de la rue de Saint-Omer, qui a fermé ses portes en 1993. L'hôpital est principalement orienté vers le traitement des personnes âgées dépendantes, au travers de son unité de soins de longue durée et de sa maison de retraite. Une autre maison de retraite est installée boulevard du Général-de-Gaulle.
La ville accueille un corps médical important en raison de sa taille et de son rôle de centre urbain pour les habitants des communes voisines. On compte ainsi en 2009 une trentaine de médecins — toutes spécialités confondues — quatre pharmacies et trois vétérinaires.

### Justice, sécurité, secours et défense
La commune dépend du tribunal judiciaire de Saint-Omer, du conseil de prud'hommes de Saint-Omer, de la cour d'appel de Douai, du tribunal de commerce de Boulogne-sur-Mer, du tribunal administratif de Lille, de la cour administrative d'appel de Douai, du tribunal judiciaire de Boulogne-sur-Mer et du tribunal pour enfants de Saint-Omer.

## Population et société
Les habitants de la commune sont appelés les Airois.

### Démographie

#### Évolution démographique
L'évolution du nombre d'habitants est connue à travers les recensements de la population effectués dans la commune depuis 1793. Pour les communes de moins de 10 000 habitants, une enquête de recensement portant sur toute la population est réalisée tous les cinq ans, les populations de référence des années intermédiaires étant quant à elles estimées par interpolation ou extrapolation. Pour la commune, le premier recensement exhaustif entrant dans le cadre du nouveau dispositif a été réalisé en 2005.

En 2022, la commune comptait 9 568 habitants, en évolution de −2,95 % par rapport à 2016 (Pas-de-Calais : −0,72 %, France hors Mayotte : +2,11 %).
| 1793  | 1800  | 1806  | 1821  | 1831  | 1836  | 1841  | 1846  | 1851  |
| ----- | ----- | ----- | ----- | ----- | ----- | ----- | ----- | ----- |
| 8 500 | 8 627 | 8 408 | 8 713 | 8 725 | 8 717 | 9 591 | 8 529 | 8 781 |

| 1856  | 1861  | 1866  | 1872  | 1876  | 1881  | 1886  | 1891  | 1896  |
| ----- | ----- | ----- | ----- | ----- | ----- | ----- | ----- | ----- |
| 8 682 | 8 297 | 8 803 | 8 303 | 8 357 | 8 238 | 8 375 | 8 409 | 8 446 |

| 1901  | 1906  | 1911  | 1921  | 1926  | 1931  | 1936  | 1946  | 1954  |
| ----- | ----- | ----- | ----- | ----- | ----- | ----- | ----- | ----- |
| 8 458 | 7 999 | 8 247 | 8 362 | 7 619 | 7 538 | 7 875 | 8 213 | 8 133 |

| 1962  | 1968  | 1975  | 1982  | 1990  | 1999  | 2005  | 2006  | 2010  |
| ----- | ----- | ----- | ----- | ----- | ----- | ----- | ----- | ----- |
| 8 652 | 9 179 | 9 184 | 9 535 | 9 529 | 9 661 | 9 651 | 9 606 | 9 861 |

| 2015  | 2020  | 2022  | - | - | - | - | - | - |
| ----- | ----- | ----- | - | - | - | - | - | - |
| 9 853 | 9 610 | 9 568 | - | - | - | - | - | - |

#### Pyramide des âges
La population de la commune est relativement jeune.
En 2018, le taux de personnes d'un âge inférieur à 30 ans s'élève à 33,5 %, soit en dessous de la moyenne départementale (36,7 %). À l'inverse, le taux de personnes d'âge supérieur à 60 ans est de 28,8 % la même année, alors qu'il est de 24,9 % au niveau départemental.
En 2018, la commune comptait 4 685 hommes pour 5 087 femmes, soit un taux de 52,06 % de femmes, légèrement supérieur au taux départemental (51,5 %).
Les pyramides des âges de la commune et du département s'établissent comme suit.
| Hommes | Classe d’âge | Femmes |
| ------ | ------------ | ------ |
| 0,8    | 90 ou +      | 2,2    |
| 6,6    | 75-89 ans    | 10,2   |
| 18,2   | 60-74 ans    | 19,3   |
| 21,2   | 45-59 ans    | 20,6   |
| 17,2   | 30-44 ans    | 16,5   |
| 16,7   | 15-29 ans    | 14,4   |
| 19,3   | 0-14 ans     | 16,7   |

| Hommes | Classe d’âge | Femmes |
| ------ | ------------ | ------ |
| 0,5    | 90 ou +      | 1,6    |
| 5,6    | 75-89 ans    | 8,9    |
| 16,7   | 60-74 ans    | 18,1   |
| 20,2   | 45-59 ans    | 19,2   |
| 18,9   | 30-44 ans    | 18,1   |
| 18,2   | 15-29 ans    | 16,2   |
| 19,9   | 0-14 ans     | 17,9   |

### Manifestations culturelles et festivités
Plusieurs fêtes marquent le calendrier de la ville d'Aire-sur-la-Lys. La fête de la Lys a lieu tous les premiers dimanches de juillet à Aire — comme dans d'autres villes baignées par la rivière — et est l'occasion d'activités et compétitions nautiques diverses. Au mois d'août, c'est Notre-Dame Panetière qui est célébrée pendant neuf jours : elle aurait permis l'approvisionnement de la ville en pain durant le siège de 1213. Enfin, la fête de l'andouille, au cours de laquelle le maire et ses invités jettent une andouille du haut de la bretèche du bailliage, a lieu chaque premier dimanche de septembre,. Les festivités de l'andouille sont également ponctuées de courses pédestres au matin, et d'un concert de musique au soir. Depuis quelques éditions, un feu d'artifice clôt le festival à 22 heures.
La place de l'hôtel de ville accueille un marché chaque vendredi matin. La ville accueille également un marché aux fleurs en mai et un marché de Noël en décembre.

### Sports et loisirs
En 2009, Aire-sur-la-Lys est équipée de plusieurs stades — le stade Paul-Nestier, le complexe Germain-Spaës —, de plusieurs salles de sports et gymnases — notamment le complexe sportif régional, la salle Roger-Ducrot et la salle Henri-Berton —, d'une salle de boxe, d'une piscine municipale et d'un cynodrome qui accueille des compétitions nationales.
La ville comporte de nombreux clubs sportifs. Il est ainsi possible de pratiquer des sports aussi variés que le fitness, l'athlétisme, le badminton, le basket-ball, les boules, la boxe, la chasse, la course de lévrier, le cyclisme, la danse, l'équitation, le football, la gymnastique, le judo, le karaté, le moto-cross, la natation, la pêche, la randonnée pédestre et automobile, le tennis, le tir à l'arc, le tir à la carabine ou encore le volley-ball. Depuis 2019, il est possible d’avoir les services d’éducateurs sportifs diplômés d’Etat, qui encadrent et conseillent les pratiquants, et dispensent une cinquantaine de cours collectifs divers et variés, au club de fitness et remise en forme L'Orange Bleue Mon Coach Fitness situé sur le Parc Commercial Val de Lys à côté de Norauto.
Un événement notable dans l'histoire récente de la commune a été la rencontre le 3 janvier 2004 à Saint-Omer entre le club amateur de l'Omnisports Airoise et la prestigieuse équipe de l'Olympique lyonnais, en 1/32 de finale de la Coupe de France. Malgré la logique défaite airoise (quatre buts à zéro), la rencontre entre une équipe de promotion d'honneur et le double champion de France en titre avait défrayé la chronique,,.
Fin 2024 ouvre Planet'Aire, plus grand parc de loisirs indoor d'Europe. Il comprend 18 activités telles que des jeux d'arcade, murs d'escalade, accrobranche ou karaoké,.

### Médias
La ville est le siège de l'Echo de la Lys, journal hebdomadaire fondé en 1837. Celui-ci fait aujourd'hui partie du groupe La Voix. Le journal régional la Voix du Nord est quant à lui le principal quotidien d'information vendu dans la commune.
La ville fait partie du territoire desservi par Banquise FM, station de radio dont les programmes — essentiellement musicaux — sont émis depuis Isbergues par la Maison des jeunes et de l'éducation permanente d'Isbergues. Les habitants de la ville reçoivent également, outre certaines stations de radio nationales, les programmes de France Bleu Nord.
Aire-sur-la-Lys est couverte par les programmes de France 3 Nord-Pas-de-Calais Picardie.

### Cultes

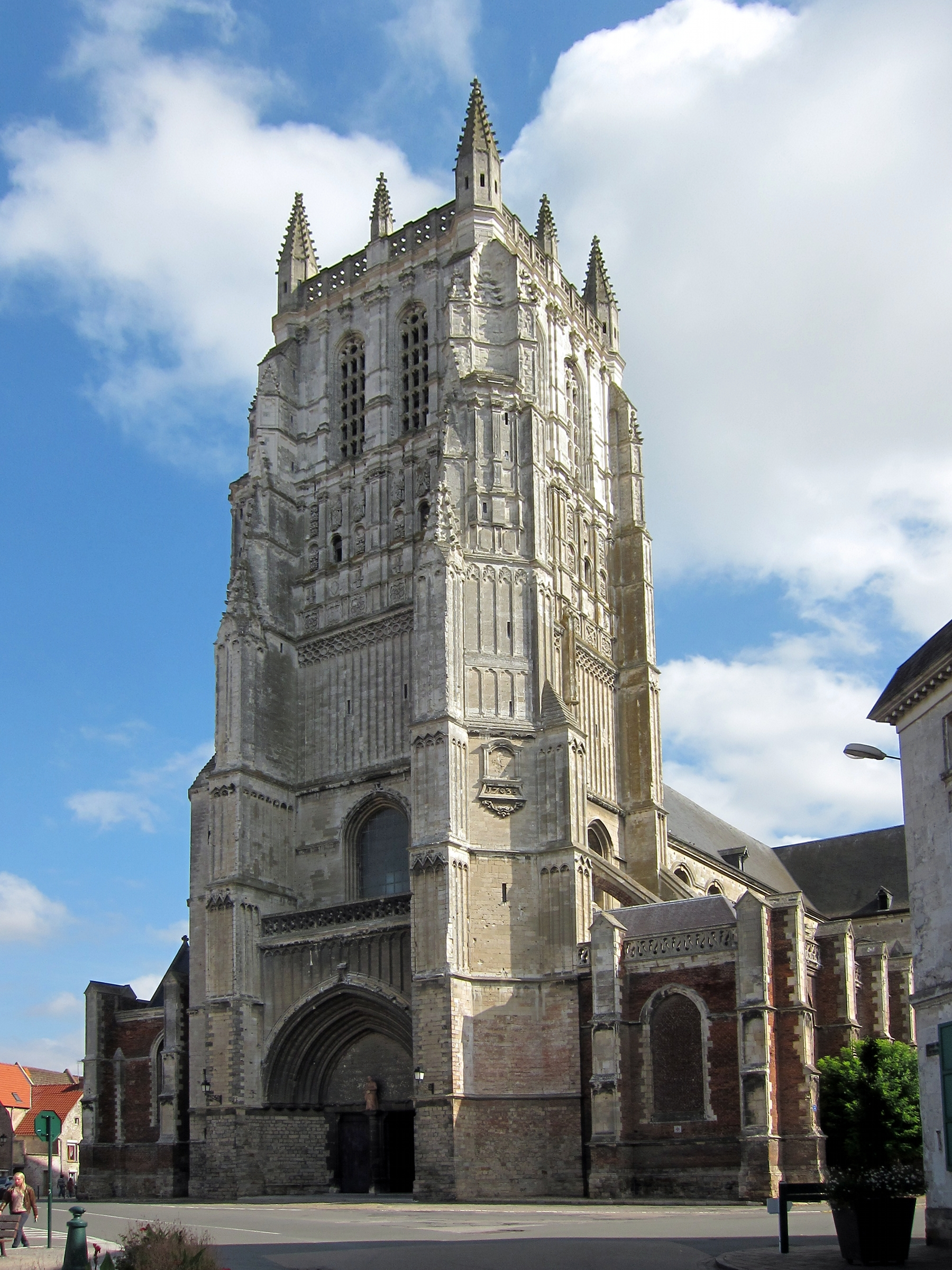
Tour de la collégiale Saint-Pierre.

Après avoir plusieurs fois changé de diocèse, Aire-sur-la-Lys fait aujourd'hui partie du diocèse catholique d'Arras. Les trois paroisses que comptait la ville ont fusionné en 2003 avec celles de Wittes et de Lambres, pour former la nouvelle paroisse Notre-Dame Panetière. Cette dernière a  pour église principale la collégiale Saint-Pierre.
Aire-sur-la-Lys ne possède aucun édifice cultuel appartenant à une autre religion que le catholicisme romain. Les Airois pratiquant les religions protestante, juive ou encore musulmane doivent se rendre dans les grandes villes du Nord-Pas-de-Calais, notamment Lille, Dunkerque, Calais, Arras ou encore Lens pour pratiquer leur culte.

## Économie

### Revenus de la population et fiscalité
En 2021, la commune compte 4 279 ménages fiscaux, regroupant 9 592 personnes.
Le revenu fiscal médian par ménage, le taux de pauvreté des ménages et la part des ménages fiscaux imposés de la commune, du département du Pas-de-Calais et de la métropole sont les suivants :
- le revenu fiscal médian par ménage de la commune est de 20 730 €, supérieur à celui du département du Pas-de-Calais (20 720 €) et inférieur à celui de la France métropolitaine (23 080 €)[Insee 1],[Insee 2],[Insee 3] ;
- le taux de pauvreté des ménages de la commune est de 19 %, de 18,4 % au niveau du département et de 14,9 % au niveau de la métropole[Insee 4],[Insee 5],[Insee 6] ;
- la part des ménages fiscaux imposés dans la commune est de 43 %, de 44,1 % au niveau du département et de 53,4 % au niveau de la métropole[Insee 1],[Insee 2],[Insee 3].

### Emploi
|                       | 2010   | 2015   | 2021   |
| --------------------- | ------ | ------ | ------ |
| Commune               | 16,1 % | 18,6 % | 15,6 % |
| Département           | 11,3 % | 13,7 % | 11,2 % |
| France métropolitaine | 11,6 % | 13,7 % | 11,7 % |

En 2021, la population âgée de 15 à 64 ans s'élève à 5 777 personnes, parmi lesquelles on compte 69,9 % d'actifs (59,0 % ayant un emploi et 10,9 % de chômeurs) et 30,1 % d'inactifs,. En 2021, le taux de chômage communal (au sens du recensement) des 15-64 ans est supérieur à celui du département et supérieur à celui de la France métropolitaine.
La commune est la commune-centre de l'aire d'attraction d'Aire-sur-la-Lys,. Elle compte 5 037 emplois en 2021, contre 4 997 en 2015 et 5 031 en 2010. Le nombre d'actifs ayant un emploi résidant dans la commune est de 3 451, soit un indicateur de concentration d'emploi de 146,0 et un taux d'activité parmi les 15 ans ou plus de 51,8 %.
Sur ces 3 451 actifs de 15 ans ou plus ayant un emploi, 1 346 travaillent dans la commune, soit 39,0 % des habitants. Pour se rendre au travail, 83,7 % des habitants utilisent une voiture, un camion ou une fourgonnette, 2,2 % les transports en commun, 9,6 % s'y rendent en deux-roues, à vélo ou à pied et 4,5 % n'ont pas besoin de transport (travail au domicile).
Si Aire-sur-la-Lys, faute de mines ou d'industries lourdes installées sur son territoire, a peu souffert des effets directs de la crise des années 1970, les entreprises installées sur son territoire fournissent peu d'emplois et une grande partie de la population active est obligée d'aller travailler en dehors de la commune, notamment à Arc International (ancienne Verrerie Cristallerie d'Arques). L'emploi dans la commune a donc souffert indirectement des fermetures de mines et d'usines dans la région.

### Entreprises et commerces

#### Activités hors agriculture
705 établissements marchands non agricoles sont économiquement actifs en 2022 à Aire-sur-la-Lys,,.
| Secteur d'activité                                                                                        | Commune | Commune | Département |
| Secteur d'activité                                                                                        | Nombre  | %       | %           |
| --- | ------- | ------- | ----------- |
| Ensemble                                                                                                  | 705     | 100 %   | (100 %)     |
| Industrie manufacturière, industries extractives et autres                                                | 57      | 8,1 %   | (5,3 %)     |
| Construction                                                                                              | 61      | 8,7 %   | (11,7 %)    |
| Commerce de gros et de détail, transports, hébergement et restauration                                    | 250     | 35,5 %  | (22,5 %)    |
| Information et communication                                                                              | 10      | 1,4 %   | (3,6 %)     |
| Activités financières et d'assurance                                                                      | 42      | 6,0 %   | (5,3 %)     |
| Activités immobilières                                                                                    | 34      | 4,8 %   | (5,7 %)     |
| Activités spécialisées, scientifiques et techniques et activités de services administratifs et de soutien | 81      | 11,5 %  | (20,2 %)    |
| Administration publique, enseignement, santé humaine et action sociale                                    | 97      | 13,8 %  | (15,8 %)    |
| Autres activités de services                                                                              | 73      | 10,4 %  | (9,9 %)     |

Le secteur du commerce de gros et de détail, transports, hébergement et restauration est prépondérant sur la commune puisqu'il représente 35,5 % du nombre total d'établissements de la commune (250 sur les 705 entreprises implantées  à Aire-sur-la-Lys), contre 22,5 % au niveau départemental.

#### Industrie
En raison de son enfermement dans ses murs jusqu'en 1893 et de sa mauvaise desserte par le chemin de fer, Aire n'a pas connu le développement industriel de beaucoup de ses voisines. Les recherches de charbon à la fin du XIXe siècle n'ont donné aucun résultat probant. Quant à la « Céramique » du groupe Beugin, elle a fermé ses portes en 1985. L'industrie à Aire-sur-la-Lys a ainsi longtemps été le fait de petites entreprises, principalement dans les secteurs agro-alimentaire et textile.
Néanmoins, à partir des années 1970, la municipalité a tâché d'attirer des entreprises industrielles sur le territoire de la commune. Le maire François-Xavier Becuwe a lancé en 1972 une zone industrielle à Neufpré, sur laquelle se sont installées les Machines et Verreries du Pas-de-Calais et l'imprimerie Mordacq. En 2002, c'est un parc d'activités qui est lancé à Saint-Martin.
L'emploi industriel de la commune dépend cependant pour l'essentiel d'entreprises installées en dehors du territoire de la commune. Les usines ArcelorMittal d'Isbergues (anciennes Aciéries d'Isbergues, devenues Ugine puis Usinor puis Thyssen et enfin Arcelor) et Arc International (ancienne Verrerie Cristallerie d'Arques) sont les deux principaux employeurs industriels de la ville. Les réductions d'effectifs dans ces entreprises, en particulier à Isbergues, touchent donc rudement le marché du travail airois.

#### Commerce
Le secteur commercial a toujours été important dans une ville qui joue le rôle de centre urbain au cœur d'une région agricole au peuplement relativement dense. Le centre-ville accueille ainsi de nombreux petits commerces. Néanmoins, cette importance du petit commerce a été contrariée depuis 1989 par l'ouverture de l'hypermarché Catteau — Carrefour aujourd'hui — qui a entraîné la fermeture de nombreuses enseignes dans le centre. L'hypermarché Carrefour, installé au sud-est de la ville, est en effet devenu le premier employeur tertiaire — et même le premier employeur privé — de la ville.

#### Secteur public
Outre le rôle joué par l'Armée, le secteur public représente une part importante des emplois et par conséquent de l'économie de la ville. Cette importance du secteur public est liée aux rôles d'Aire-sur-la-Lys en tant que chef-lieu de canton et centre urbain pour les communes voisines. Les administrations municipales, l'hôpital, la maison de retraite, les établissements scolaires ou encore la gendarmerie emploient ainsi plusieurs centaines de personnes à Aire.

#### Agriculture
La commune est dans le « pays Aire », une petite région agricole dans le département du Pas-de-Calais. En 2020, l'orientation technico-économique de l'agriculture  sur la commune est la polyculture et/ou le polyélevage. 
|               | 1988  | 2000  | 2010  | 2020  |
| ------------- | ----- | ----- | ----- | ----- |
| Exploitations | 107   | 58    | 38    | 32    |
| SAU (ha)      | 2 000 | 1 835 | 1 686 | 1 810 |

Le nombre d'exploitations agricoles en activité et ayant leur siège dans la commune est passé de 107 lors du recensement agricole de 1988 à 58 en 2000 puis à 38 en 2010 et enfin à 32 en 2020, soit une baisse de 70 % en 32 ans. Le même mouvement est observé à l'échelle du département qui a perdu pendant cette période 65 % de ses exploitations (passant de 16 556 à 5 736),. La surface agricole utilisée sur la commune a également diminué, passant de 2 000 ha en 1988 à 1 810 ha en 2020. Parallèlement la surface agricole utilisée moyenne par exploitation a augmenté, passant de 19 à 57 ha,.

### Tourisme

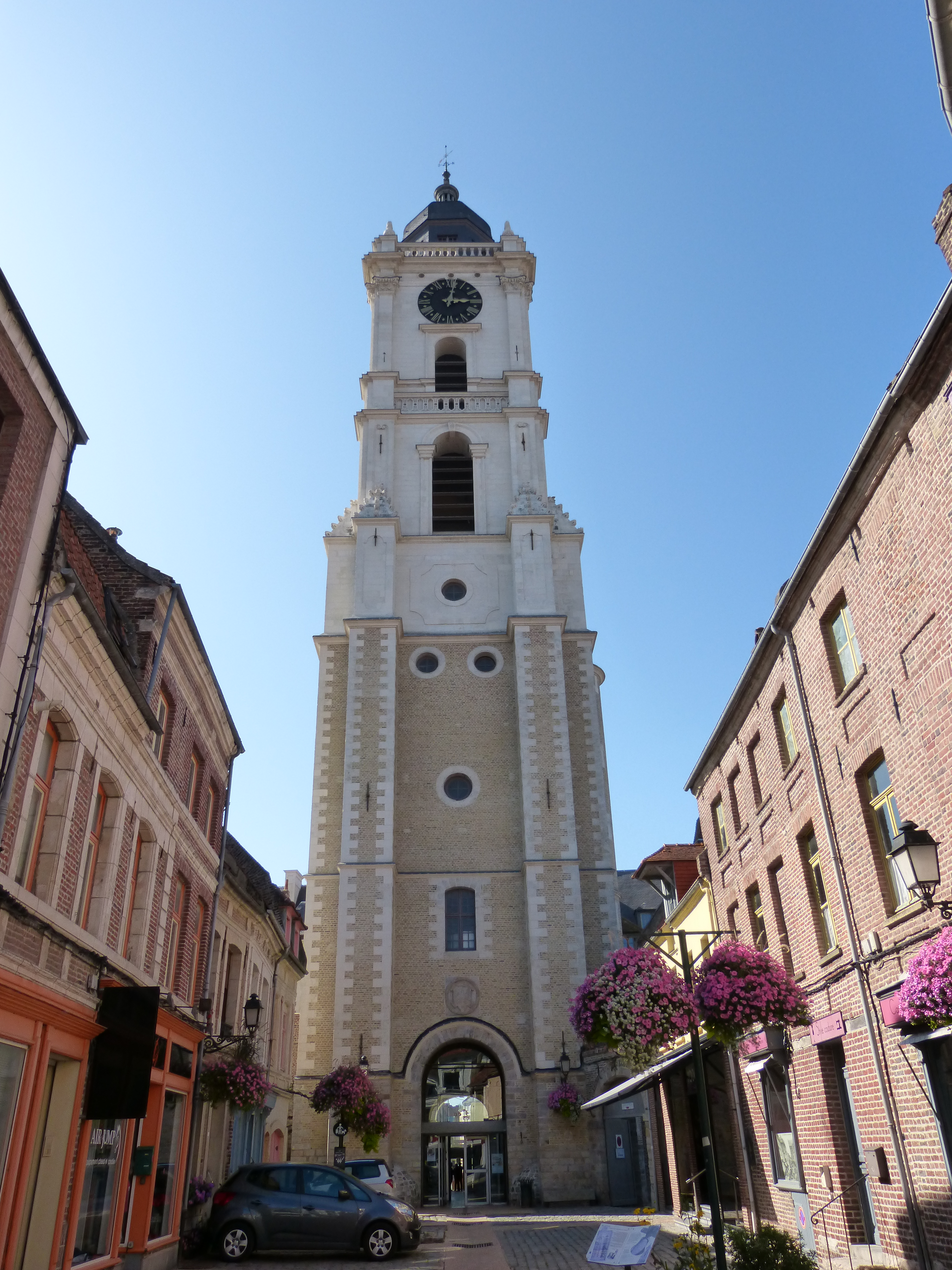
Le beffroi d'Aire-sur-la-Lys fait partie des 56 beffrois de Belgique et de France inscrits au patrimoine mondial de l'UNESCO.

Si la ville bénéficie d'un patrimoine culturel fort de 23 monuments historiques et d'un beffroi inscrit au patrimoine mondial de l'humanité depuis 2005 — voir infra — le secteur touristique a longtemps été délaissé à Aire-sur-la-Lys. Aujourd'hui encore, il souffre de l'image négative de la région Nord-Pas-de-Calais, davantage associée dans les esprits aux mines de charbon et à l'industrie lourde qu'à un riche patrimoine architectural.
Aujourd'hui, la municipalité cherche au contraire à promouvoir le tourisme à Aire. En témoignent les travaux de ravalement de 376 façades du centre-ville — dont beaucoup sont inscrites à l'inventaire supplémentaire des monuments historiques — menés depuis 1992 avec le soutien financier de la ville. Les rues du Bourg et de Saint-Pierre, en plein centre-ville, ont été réaménagées en 2005 pour 1,4 million d'euros. La tour de la collégiale Saint-Pierre, quant à elle, a été restaurée entre 2005 et 2007, pour un montant d'un million d'euros, et l'intérieur du beffroi est en cours de réhabilitation. Aire a en outre accueilli des manifestations culturelles et religieuses sous le nom d'« Aire 1213 », dans le cadre de Lille 2004 (capitale européenne de la culture).

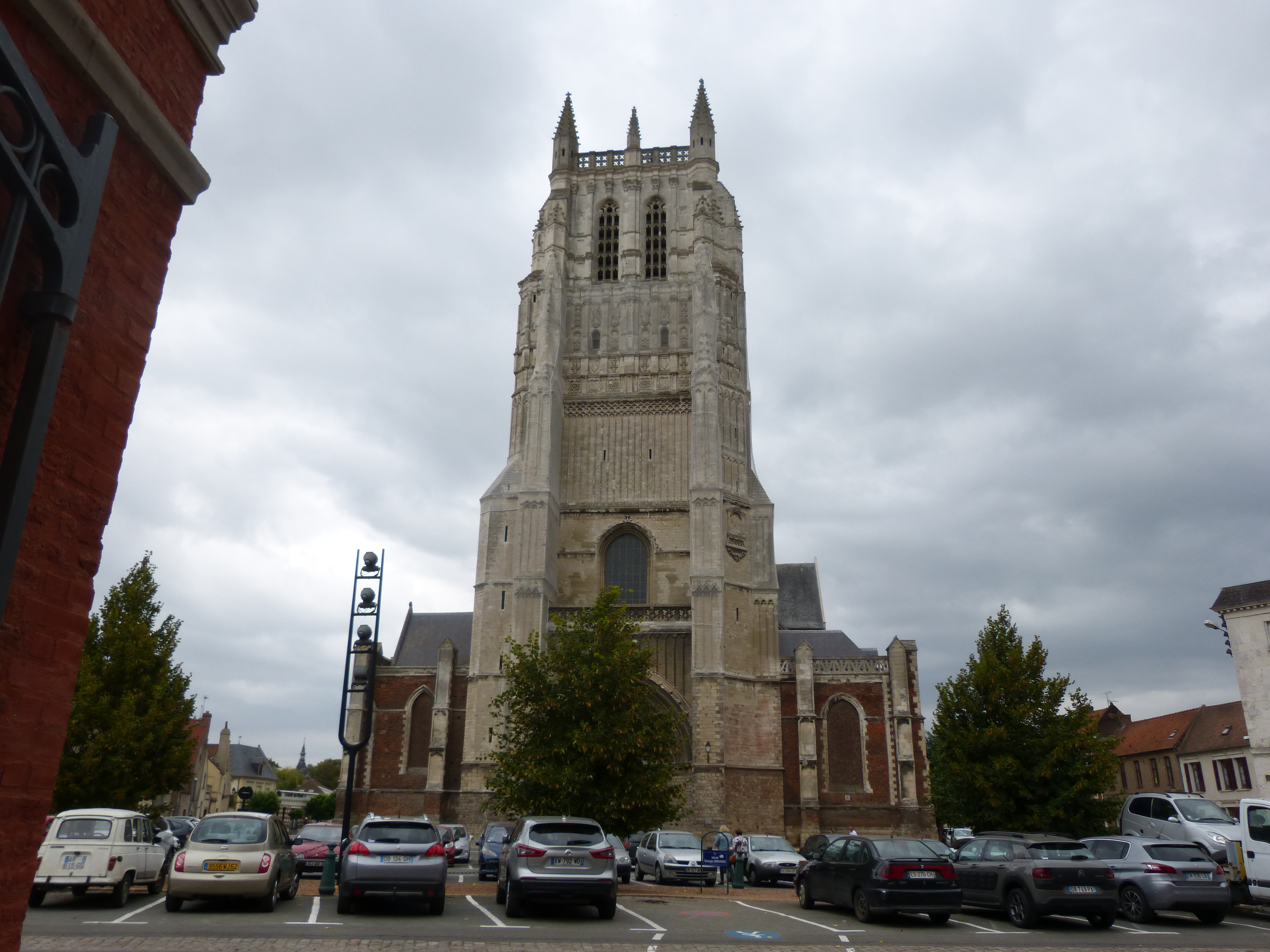
Tour de la collégiale Saint-Pierre, d'une hauteur de 65 mètres.

Les infrastructures de la ville restent cependant insuffisantes pour accueillir un important développement du tourisme. La ville ne compte en 2009 que trois hôtels, dont un seul dans le centre-ville, et un camping. Aire possède en outre une quinzaine de restaurants — restauration rapide comprise — et quelques cafés. Un office de tourisme est installé au rez-de-chaussée de l'ancien bailliage.

## Culture locale et patrimoine

### Lieux et monuments

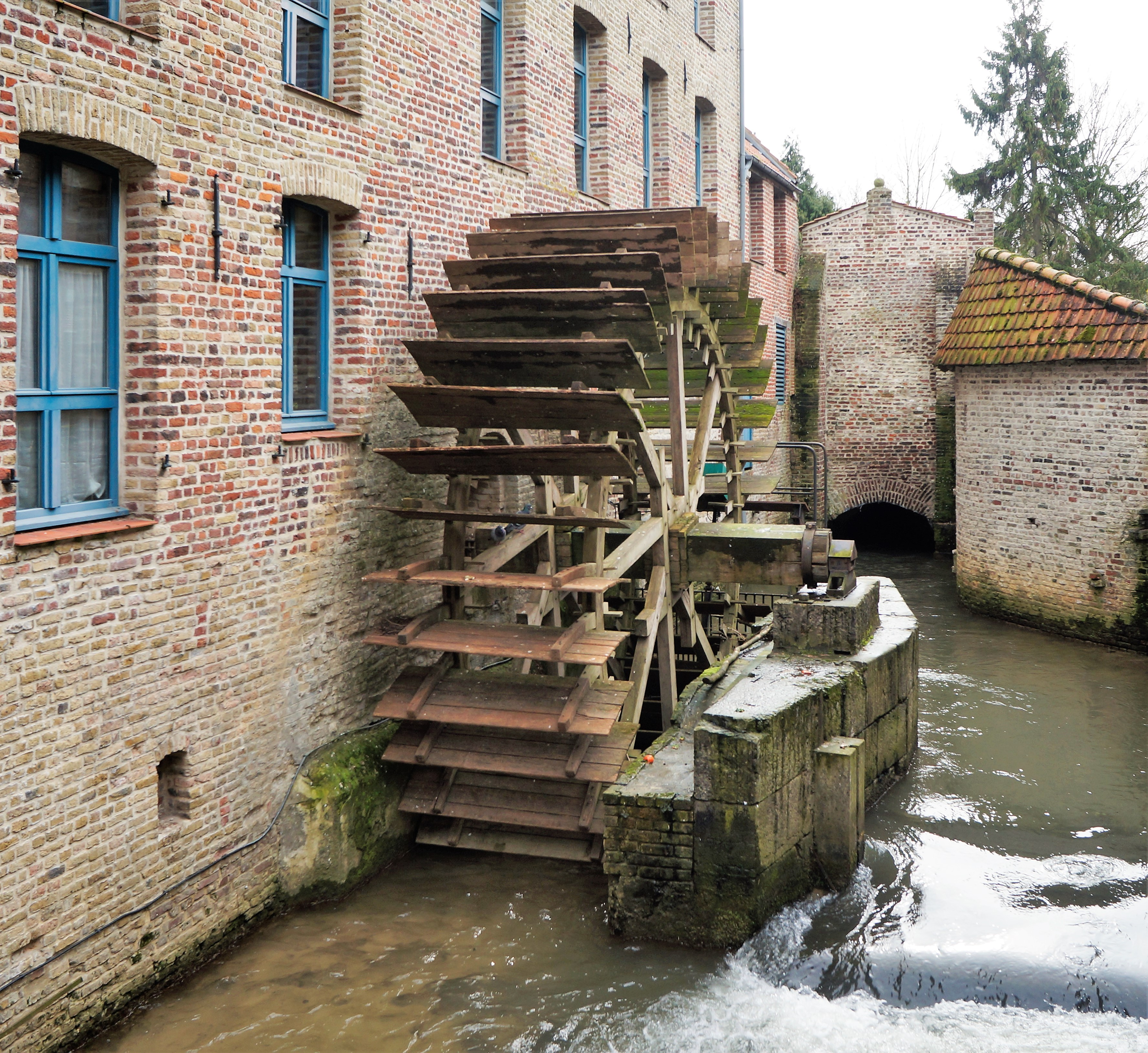
Moulin des Invalides.

Aire-sur-la-Lys possède un patrimoine architectural riche, témoin de son importance politique et économique passée. Vingt-trois édifices de la commune sont enregistrés aux monuments historiques, dont cinq sont classés et 18 sont inscrits à l'inventaire supplémentaire. Le beffroi est de plus inscrit sur la liste du patrimoine mondial de l'UNESCO.

#### Patrimoine civil

##### Le bailliage

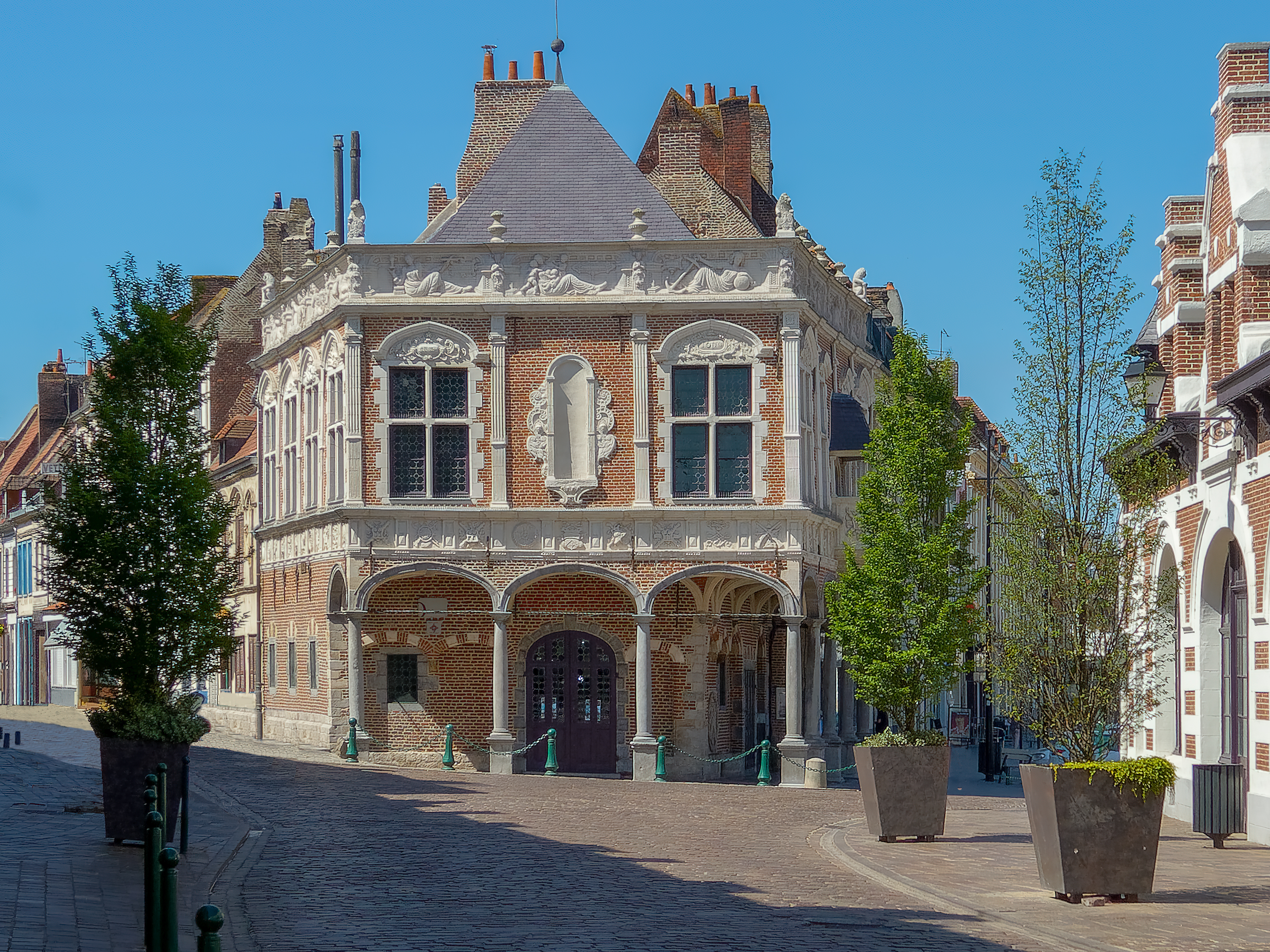
Le bailliage d'Aire-sur-la-Lys

Le bailliage est bâti à partir de 1600, à l'angle de la Grand'Place, de la rue du Bourg et de la rue d'Arras. Cet édifice est de taille réduite (125 m² de surface au sol) mais comporte quatre niveaux, et possède des façades richement ornées de style Renaissance. Classé monument historique, le bailliage accueille depuis 1970 l'office de tourisme de la ville.

##### L'hôtel de ville et le beffroi

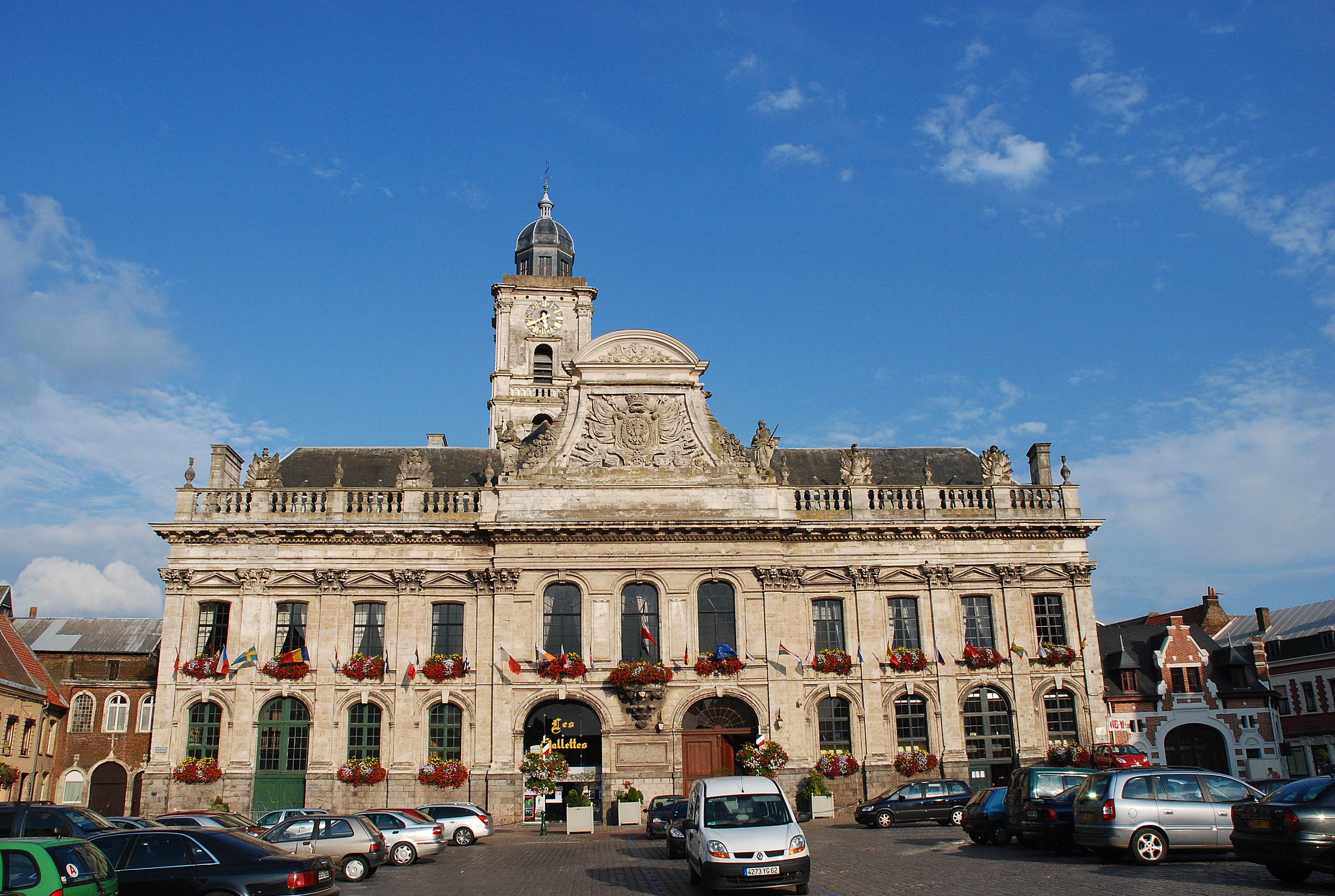
L'hôtel de ville d'Aire-sur-la-Lys.

Si l'emplacement de l'hôtel de ville d'Aire n'a guère varié au cours des siècles, restant invariablement à l'extrémité orientale de la Grand'Place, le bâtiment a été reconstruit à plusieurs reprises. L'édifice actuel date du début du XVIIIe siècle. En 1715, le Magistrat obtint du roi Louis XIV le droit de construire un nouvel hôtel de ville plus prestigieux que l'édifice qui existait alors à Aire. Les travaux durèrent cinq ans, de 1716 à 1721, et furent entrepris sur les plans d'Héroguel, architecte du Roi à Arras.
La façade imposante de l'édifice est percée de deux portes centrales, donnant accès à un escalier monumental et au passage des Hallettes — ce dernier permet d'accéder à la rue de Saint-Omer et accueille depuis 1891 la bibliothèque municipale. Le second niveau est quant à lui percé de onze larges ouvertures — trois au centre et quatre sur chaque aile — séparées par les dix pilastres qui soutiennent une balustrade richement sculptée. L'imposant fronton qui émerge de la partie centrale de l'édifice porte les armes de la ville et est encadré par deux statues représentant la force et la justice. La « halle » du premier étage est devenue une salle des fêtes et le greffe la salle des mariages. L'hôtel de ville est classé monument historique en 1947.
Le beffroi — situé à l'arrière de l'hôtel de ville et légèrement décalé par rapport à celui-ci de façon à se trouver dans l'axe du passage des Hallettes — est reconstruit dans la foulée de la construction de l'hôtel de ville, et achevé en 1724. Un premier « cloquier » est signalé à Aire dès 1179 ; ce bâtiment servait à la fois de tour de guet, de prison et de salle de réunion, et accueillait les cloches et le trésor de la ville. Le bâtiment actuel compte sept étages et s'élève à 58 mètres au-dessus des rues de la ville. Touché à plusieurs reprises par des incendies, notamment en 1872 et 1914, le beffroi est classé monument historique en 1947. Depuis 2005, le beffroi d'Aire-sur-la-Lys fait en outre partie des 56 beffrois français et belges inscrits sur la liste du patrimoine mondial de l'Organisation des Nations unies pour l'éducation, la science et la culture (UNESCO),.

##### Autres édifices

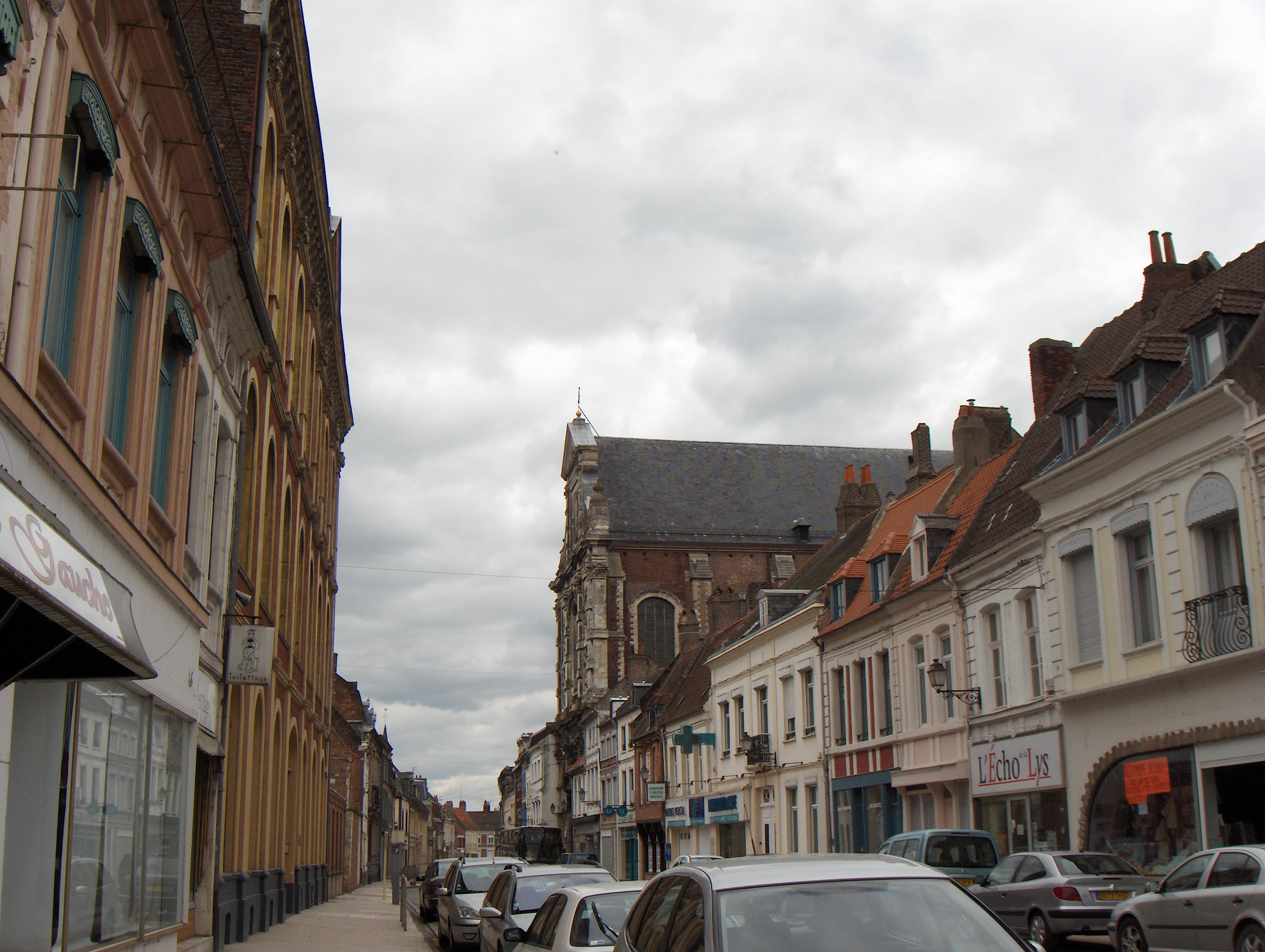
La rue de Saint-Omer et ses nombreux monuments historiques.

Le centre-ville d'Aire-sur-la-Lys compte de nombreux bâtiments typiques de l'architecture du XVIIIe siècle, dont beaucoup ne sont que de simples maisons ou hôtels particuliers. Les rues du Bourg, de Saint-Omer, la Grand'Place et la rue Saint-Pierre en particulier comptent chacune plusieurs bâtiments inscrits à l'inventaire supplémentaire des Monuments historiques. L’hospice de Saint-Jean-Baptiste par exemple comporte une porte en anse de panier et deux rangées de fenêtres en arc surbaissé. L’hôtel du Gouverneur, auquel on accède en passant sous une voûte en grès rue du Général-Leclerc, possède une façade ornée de pilastres ioniques et corinthiens et un portail rappelant celui de la Vieille Bourse de Lille. La surprenante maison des têtes, rue du Bourg, possède une façade très chargée inspirée librement de multiples styles architecturaux.
Depuis le démantèlement des fortifications d'Aire-sur-la-Lys en 1893, les vestiges du passé de ville fortifiée de la cité sont rares. La porte de Beaulieu, qui était jusqu'en 1893 protégée par un bastion du XVIIe siècle, permet à la Lys d'entrer en ville par un parcours souterrain de 50 mètres. Le bastion de Thiennes, situé à l'est de la ville, protégeait le chemin menant à la ville du même nom ; il a été construit aux XVIe et XVIIe siècles et mesure actuellement six mètres de hauteur.

#### Patrimoine religieux
Grâce à son passé religieux riche, Aire-sur-la-Lys possède plusieurs édifices religieux catholiques qui contribuent au riche patrimoine architectural de la ville.

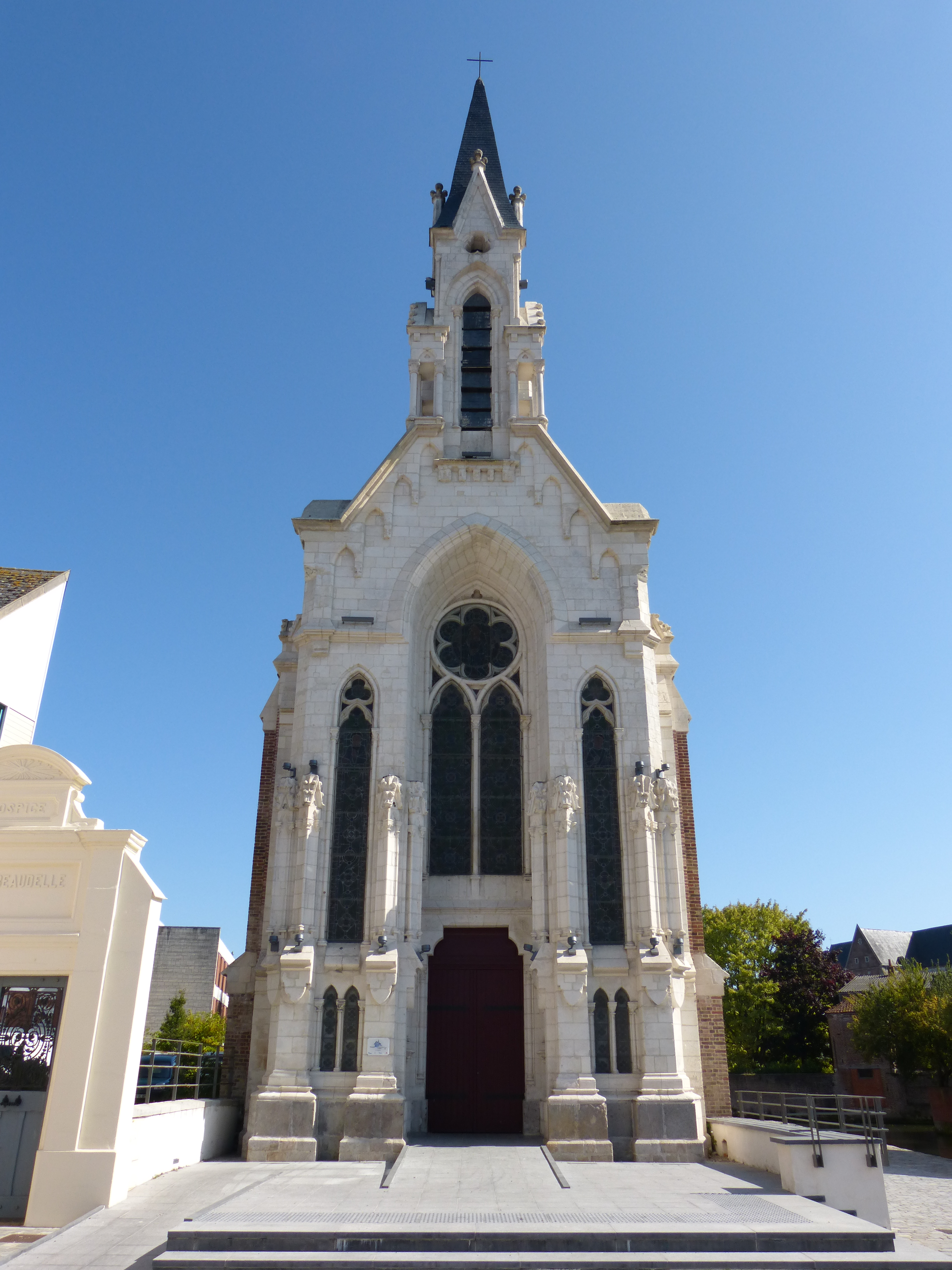
La façade de la chapelle Beaudelle, vue de la place du Rivage.

La collégiale Saint-Pierre est bâtie entre 1492 et 1634 et a ensuite connu tant des destructions partielles (lors du bombardement du 8 août 1944 notamment) que des restaurations. Ses dimensions impressionnantes — plus de 105 mètres de longueur — ne lui permettent pas cependant de prétendre à un titre supérieur à celui de collégiale, en l'absence d'un évêché à Aire-sur-la-Lys. La collégiale possède un important mobilier, même si celui-ci date essentiellement du XIXe siècle. Elle est classée monument historique en 1863.

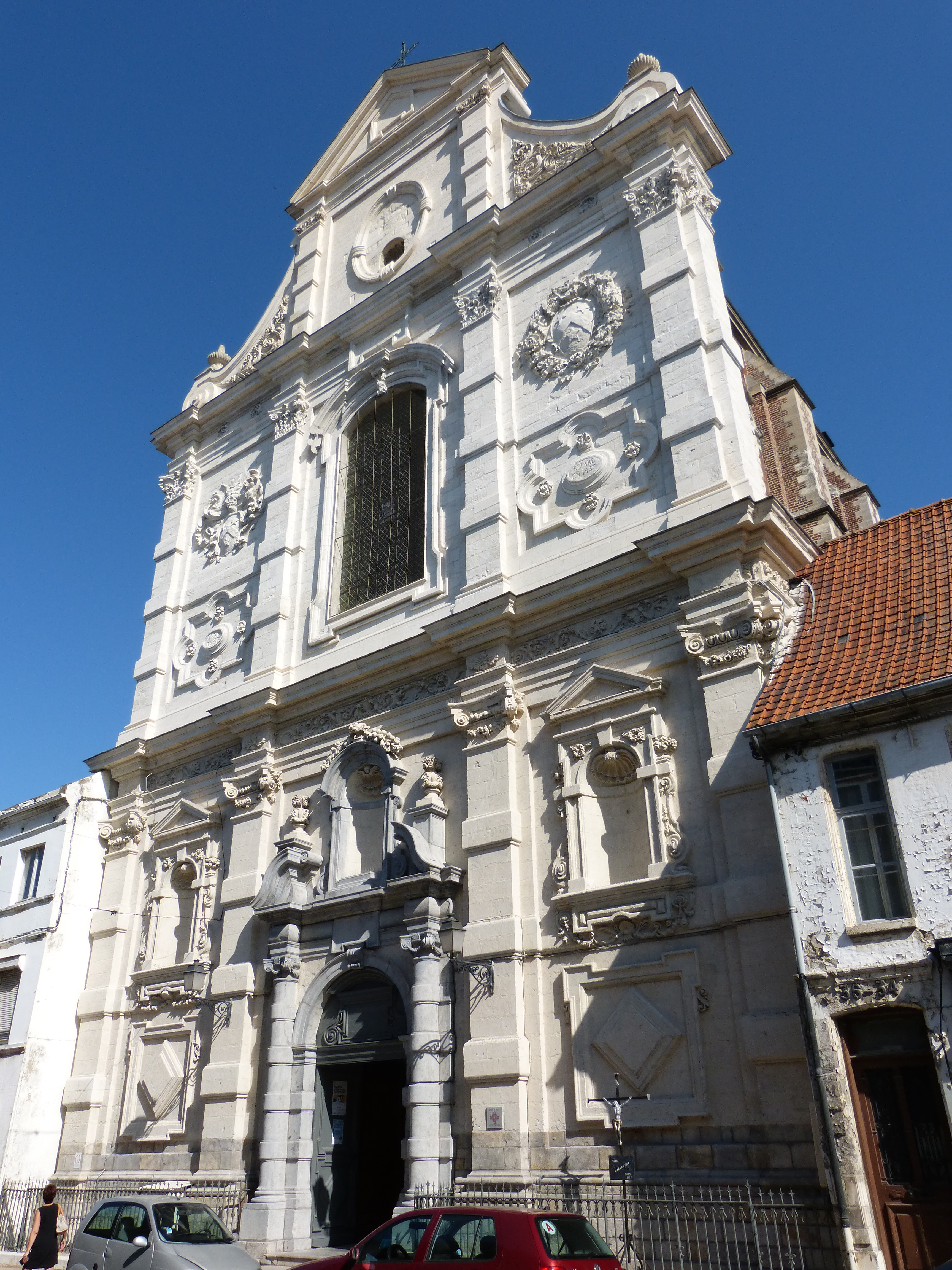
La façade de l'église Saint-Jacques-le-Majeur-et-Saint-Ignace.

L'église Saint-Jacques le Majeur et Saint-Ignace (également connue sous le nom de chapelle des Jésuites) est l'ancienne chapelle du collège fondé à Aire par la Compagnie de Jésus au début du XVIIe siècle ; elle est construite de 1682 à 1688. Après l'expulsion des jésuites du royaume de France en 1762, la chapelle a difficilement échappé à la destruction avant d'être classée monument historique en 1942. De style baroque, la chapelle forme un rectangle dont un des petits côtés (15 mètres) donne sur la rue de Saint-Omer et possède une façade de pierres blanches de trois étages. L'intérieur est composé d'une seule nef surmontée d'une voûte à plein cintre. Le mobilier ancien ayant presque entièrement disparu, l'aménagement intérieur actuel date de 1853.
La chapelle Beaudelle est l'un des seuls vestiges de l'hospice construit dans les années 1860 à la place d'un ancien couvent, grâce au legs du riche Airois Jean-Baptiste Beaudelle. De style néo-gothique, la chapelle a été construite près du confluent de la Lys et de la Laquette. Elle est inscrite en 2003 à l'inventaire supplémentaire des monuments historiques.
Dans le hameau de Saint-Quentin, une église, dont les différentes parties ont été construites entre le XIe et le XXIe siècle, est classée monument historique en 1989. De style gothique, elle comporte actuellement deux nefs débouchant sur un chœur éclairé par des vitraux aniconiques du XIXe siècle. De nombreuses statues, des fonts baptismaux, des reliquaires, un tableau représentant la Crucifixion et un Chemin de croix inauguré en 2003 forment le mobilier intérieur.

### Patrimoine culturel

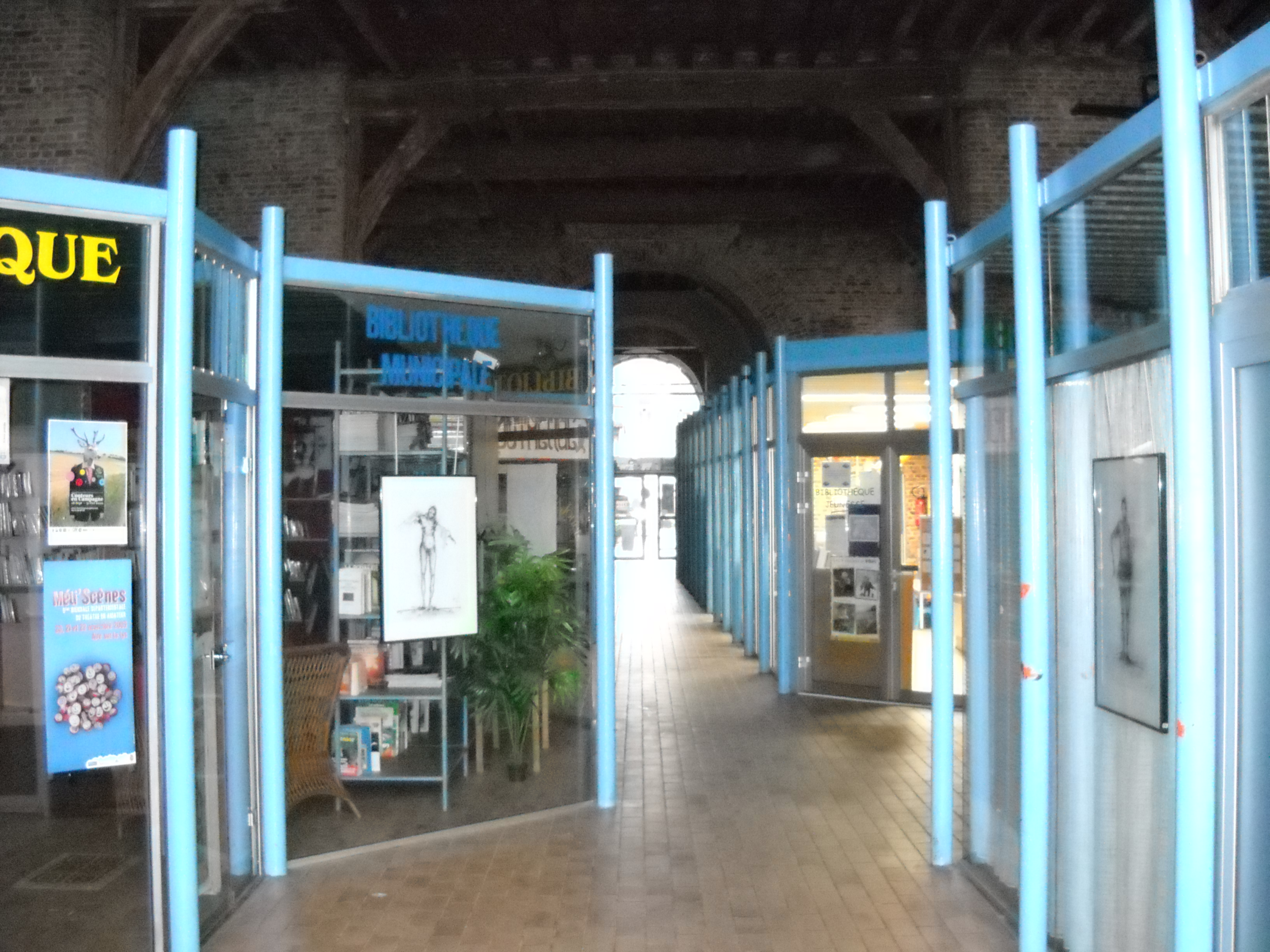
Le passage des Hallettes, dans l'aile droite de l'hôtel de ville, accueille la bibliothèque municipale d'Aire-sur-la-Lys.

La ville possède de nombreuses infrastructures consacrées à la culture. L'espace culturel Aréa accueille une programmation assez dense de spectacles — concerts, danse, théâtre, cinéma, etc — et accueille un atelier de théâtre pour les jeunes. Le « Cyb'@ire centre » permet l'accès à huit d'ordinateurs et propose des ateliers d'initiation au multimédia (services offerts en octobre 2009). Quant aux écoles de musique et de dessin, elles accueillent respectivement 300 et 150 enfants en 2009.
La bibliothèque municipale d'Aire-sur-la-Lys, installée depuis 1891 au rez-de-chaussée de l'aile droite de l'hôtel de ville, est l'héritière de la « bibliothèque publique » ouverte en 1839. Elle comptait 10 434 volumes en 1900 (dont de nombreux ouvrages imprimés entre le XVIe et le XVIIIe siècle), 18000 dans les années 1990, ce qui fait d'elle l'une des plus importantes bibliothèques de cette partie du Nord-Pas-de-Calais. Outre ce fonds documentaire et littéraire, la bibliothèque est dépositaire des archives municipales de l'Ancien Régime, de plusieurs collections privées qui lui ont été léguées, ainsi que des registres paroissiaux et d'état civil de 1589 à 1934. Elle offre ainsi de vastes ressources non seulement aux Airois mais aussi aux historiens et généalogistes de la région.
La ville accueille en outre un tissu associatif relativement dense, héritier de ce que fut Aire aux XVIIIe et XIXe siècles. Celui-ci est notamment développé autour des domaines musical, ludique, culturel et sportif.

### Gastronomie
La gastronomie airoise est principalement connue par l'andouille d'Aire-sur-la-Lys, fabriquée depuis des siècles par les charcutiers de la ville. Celle-ci est composée à 80 % de viande de porc maigre, à laquelle s'ajoutent de la poitrine de porc grasse, des échalotes, de la sauge, des épices et des boyaux. Elle est consommée cuite ou crue dans la potée airoise, une soupe à base d'andouille et de légumes. Un festival est consacré chaque premier dimanche de septembre depuis 1962 à l'andouille d'Aire-sur-la-Lys, et est couronné chaque année par le « jet de l'andouille » des fenêtres du bailliage par le maire de la ville.
Une autre spécialité airoise, moins connue, est la mastelle. Ce petit gâteau sec à base d'amande en poudre, de cassonade et de fleurs d'oranger est créé à la fin du XVIIIe siècle par un dénommé Cyrille Faes, et est toujours vendu par les pâtissiers de la ville.

### Aire-sur-la-Lys et la littérature
Dans ses Pensées express, courtes fables à la morale en forme de calembour, l'écrivain et humoriste Alphonse Allais écrit :
Train manqué

Dans Aire-sur-la-Lys, il advint une fois,

Qu'un voyageur manquât son train. C'est une affaire

Qui n'a rien d'extraordinaire.

Il s'était attardé : tant pis pour lui, ma foi !

Moralité :

Si tu ne vas pas à la gare d'Aire

la gare d'Aire n'ira pas à toi.
— Alphonse Allais, Les Pensées, éditions Le Cherche midi, page 51
Le roman de Jess Kaan En chasse (éditions Lajouanie), se déroule à Aire-sur-la-Lys et dans ses environs.

### Personnalités liées à la commune

#### Naissance
Sont nées à Aire-sur-la-Lys les personnalités suivantes :
- Guyart des Moulins (1251-vers 1322), moine auteur de la première Bible en prose rédigée en français ;
- Michault Taillevent (entre 1390 et 1395-entre 1448 et 1458), poète célèbre pour son Passe Temps ;
- Antoine de Laforêt (1756-1846), comte, ambassadeur, ministre français des affaires étrangères en 1814 ;
- Louis François Joseph Alhoy (1756-1826), pédagogue, administrateur et poète, directeur de 1797 à 1799 de l'Institut national de jeunes sourds de Paris ;
- Denis Gauldrée-Boileau (1773-1830), député des Landes ;
- Lucien Baudens (1804-1857), chirurgien ;
- Eugène Van Drival (1815-1887), historien et philologue français ;
- Alphonse Baëlen (1821-1892), médecin militaire ;
- René Goblet (1828-1905), journaliste, député de la Somme puis de la Seine, président du Conseil de 1886 à 1887 ;
- Arthur Guillemin (1838-1867), zouave pontifical ;
- Alfred Lemaire (1842-1907), compositeur ;
- Louis Hista (1851-1934), artiste peintre, décorateur, enseignant ;
- Maurice Berger (1885-1939), député du Loiret de 1928 à 1932 ;
- Éric de Bisschop (1891-1958), navigateur, célèbre pour ses expéditions en voilier dans le Pacifique ;
- Roland de Montaubert (1913-1983), romancier et scénariste de bande dessinée ;
- Louis Frémaux (1921-2017), chef d'orchestre ;
- Paul Vermeulen (1938-2024), coureur cycliste ;
- René Sillou (1944), footballeur puis entraîneur ;
- José Barbara (1944-2017), pilote de rallye automobile ;
- Yoann Lachor (1976), footballeur, champion de France avec le RC Lens en 1998.

#### Mort
- Isabelle de Portugal (1397-1471), duchesse de Bourgogne, fille du roi Jean Ier de Portugal, épouse du duc Philippe le Bon et mère de Charles le Téméraire.
- François Modius (1556-1597), érudit, écrivain et humaniste, chanoine de la collégiale d'Aire.

#### Autres
- Georges Bernanos (1888-1948), élève au collège Sainte-Marie ;
- Henry Dard (1875-1910), député du Pas-de-Calais en 1902, maire d'Aire-sur-la-Lys de 1904 à 1910 :
- Paul Dubrulle (1882-1917), élève au collège Sainte-Marie, prêtre et écrivain ;
- François de Calvo (1627-1690), général de Louis XIV, gouverneur de la ville ;
- François Salembier (1764-1798), chauffeur et bandit de grands chemins.

### Héraldique
| Blason de Aire-sur-la-Lys | Blason  | De gueules à l'aigle d'argent, becquée et membrée d'or. Ornements extérieursCroix de guerre 1914-1918 |
| Blason de Aire-sur-la-Lys | Détails | Renvoie au nom de la commune, une « aire » désignant un nid d'aigle. Adopté par la commune.           |

## Pour approfondir